# Montenuño
Montenuño es un complejo residencial singular situado en Oviedo, Asturias. Diseñado por el arquitecto español Salvador Pérez Arroyo, está formado por cuatro edificios de diseño vanguardista que, con casi 70 metros de altura, son los terceros más altos de la ciudad asturiana. El complejo residencial se encuentra situado en el barrio de Teatinos, en Oviedo, frente al Hospital Universitario Central de Asturias (HUCA).

## Cronología

### 2004
En octubre de 2004, durante la elaboración del Plan General de Ordenación Urbana de Oviedo, se realizan alegaciones para incrementar la altura edificable a 14 plantas en el ámbito de Montenuño. Esto supone incrementar en torno a un 25% la edificabilidad prevista inicialmente para la parcela. Como contraprestación se plantean cesiones de espacio para uso público y viario.

### 2005
En julio de 2005, el Ayuntamiento de Oviedo aprueba el Plan General de Ordenación de Urbana en el que se estima las alegaciones realizadas en el proyecto de Montenuño. No se determina una edificabilidad concreta pero sí se indica la necesidad de tener en cuenta el acceso aéreo al HUCA. En la práctica esto supone incrementar la edificabilidad del proyecto a 15 plantas, una más de las solicitadas en el proceso de alegaciones, lo que se traduce en un aumento de la edificabilidad de 0.85 metros a 0,95 por metro cuadrado.
En octubre de 2005 se presenta el proyecto de urbanización. En 14 de noviembre de 2005 se aprueba el plan especial de Montenuño. Se indica que, en virtud del 10% de aprovechamiento, el pago por los terrenos de la unidad de gestión de Montenuño que corresponden a la administración local supondrían casi 1,7 millones de euros. Además la promotora se compromete a entregar al Ayuntamiento una vivienda unifamiliar que ocupa uno de los extremos de la parcela y rehabilitarla por un coste máximo de 200.000 euros para su uso como equipamiento público. Esta rehabilitación no se llevaría a cabo al decidir el Ayuntamiento utilizar dicho espacio para instalar una escuela infantil, uso para el que los estudios indicaban que no era factible adaptar la construcción existente. Finalmente el ayuntamiento optó por derribar la vivienda unifamiliar, que no se encontraba protegida, y levantar en su lugar una escuela infantil de nueva planta cuya construcción supuso una inversión de 750.000 euros.

### 2006
En febrero de 2006 se anunció que la ejecución del complejo supondría una inversión de 17 millones de euros de los cuales 12.9 millones de euros corresponderían a la ejecución material, 668.000 euros a los honorarios del estudio de arquitectos, 334.000 euros a honorarios del aparejador y más de 1.5 millones de euros en impuestos municipales. El valor de venta se estimaba en 39.8 millones sumando las viviendas (33.6 millones), los bajos comerciales (4 millones) y los garajes (1.29 millones). En abril de 2006 la Junta de Gobierno del Ayuntamiento de Oviedo aprueba la urbanización de Montenuño.

### 2009
El uno de junio de 2009 abre sus aulas la escuela infantil de Montenuño.

### 2010
Finalización de las obras en diciembre.

## Descripción
«Las torres de Montenuño, con sus pasarelas aéreas, son un manifiesto urbanístico»
Salvador Pérez Arroyo

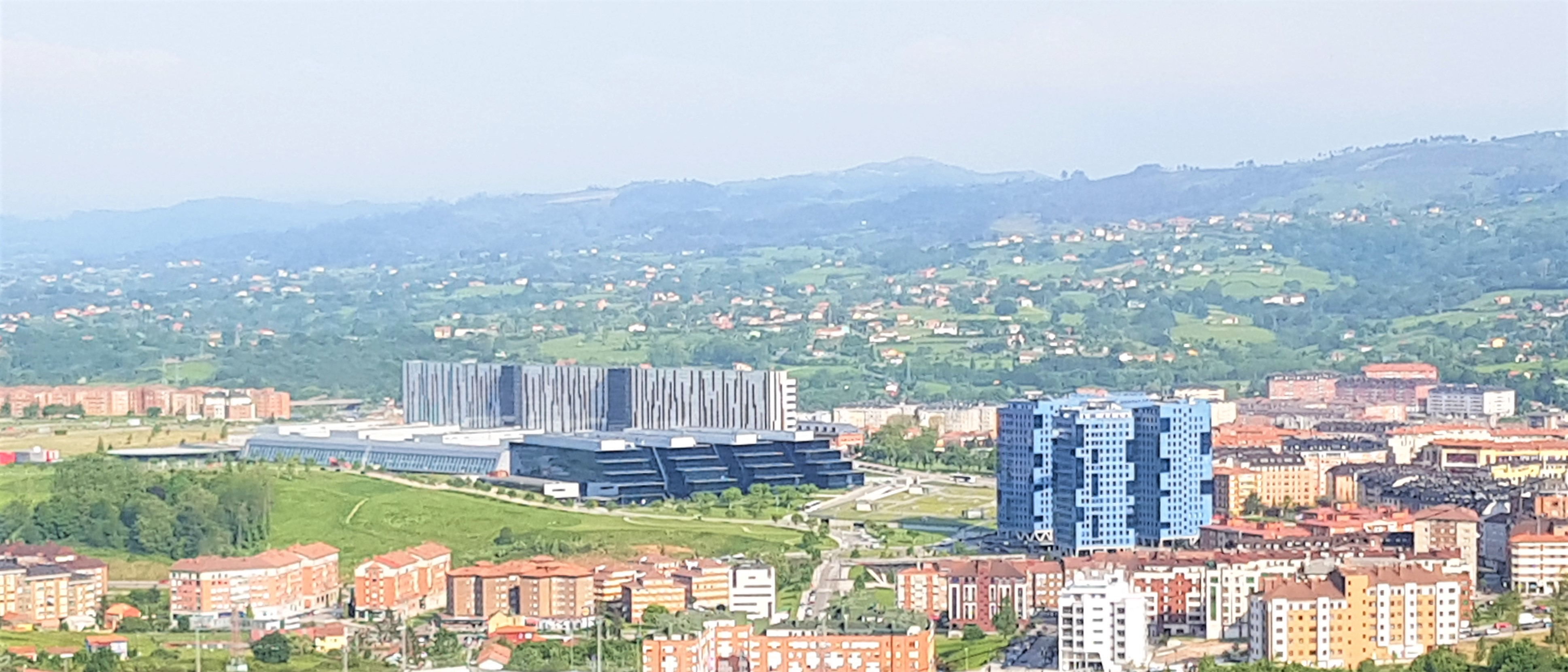

La urbanización abarca una superficie de 31.720 metros cuadrados. La distribución urbanística propuesta, condicionada por la necesidad de accesos al HUCA y los desniveles del terreno, agrupa los edificios en la parte sur de la parcela, ocupando estos 11.811 metros cuadrados. Al concentrar la edificación permitida en tan solo cuatro edificios se genera una gran superficie destinada a espacios libres y viario de 20.709 metros cuadrados, de los cuales 10.905 son públicos y 9.804 privados. La urbanización incluyó además la construcción de un amplio vial de 30 metros de ancho completando la conexión entre el HUCA y la trama urbana, siendo uno de los principales accesos desde el centro de la ciudad al hospital.

### Edificios

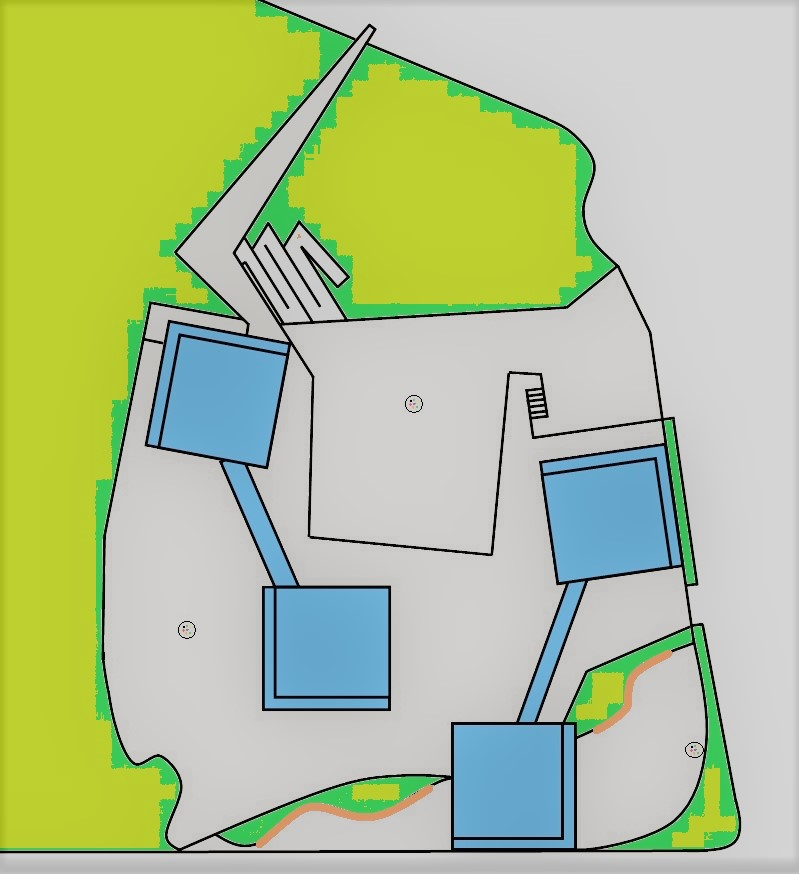

El complejo residencial está formado por cuatro edificios de planta cuadrada de 22,4 metros de lado y aparentemente similar altura. Con 16 plantas superiores (15 en el caso de la torre sur al encontrarse a mayor cota) y tres plantas bajo rasante son los terceros edificios más altos de la ciudad de Oviedo. La distribución de los edificios busca evitar que se solapen visualmente para lo que se estableció una separación de 30 metros entre ellos, el doble de la existente en una calle normal. Con esto se pretende que las cuatro fachadas de los cuatro edificios disfruten de vistas en profundidad. En conjunto suman 23.746 metros cuadrados edificados para viviendas mientras que los bajos comerciales ocupan una superficie de 4.750 metros cuadrados y las 501 plazas de aparcamiento 7.123 metros cuadrados. Para su diseño y construcción se tuvieron en cuenta criterios bioclimáticos. 

#### Estructura
«Los rascacielos son una manifestación del romanticismo: ¿quién no quiere ver una maravillosa puesta de sol en Asturias desde una caja de cristal en lo alto, oyendo una sinfonía? Y son también un mensaje de optimismo creador, hacen realidad el sueño de vencer a la fuerza de la gravedad»
Salvador Pérez Arroyo

El complejo se asienta sobre una base de marga rocosa. Los tres niveles bajo rasante están ejecutados con hormigón armado in situ, cimentación aislada, lo que aporta una mayor estabilidad, estanqueidad y protección contra el fuego. En el caso de los edificios tiene una zapata central de 1.000 metros cúbicos de hormigón. Los forjados de las plantas bajo rasante, que en su parte superior forman las plazas del complejo, son reticulares de casetón recuperable con 50 centímetros de canto y preparados para el acceso de vehículos de bomberos hasta el pie de los edificios.
Cada edificio cuenta con un núcleo central de hormigón armado en forma de doble "U" enfrentada. Mientras que la primera "U" alberga el tránsito vertical de personas mediante dos ascensores la segunda se reserva para el tránsito vertical de los servicios a las viviendas (agua, gas, electricidad y comunicaciones). Rodean al núcleo central dos anillos de pilares de hormigón concéntricos. A partir de la primera planta el anillo exterior de hormigón se sustituye por una estructura de pilares metálicos de HEB 140 ignífugos de hasta tres unidades paralelas que quedan embebidos en la fachada. Para el forjado de los pisos superiores se utilizan bovedillas de hormigón colocado sobre tillado de madera.

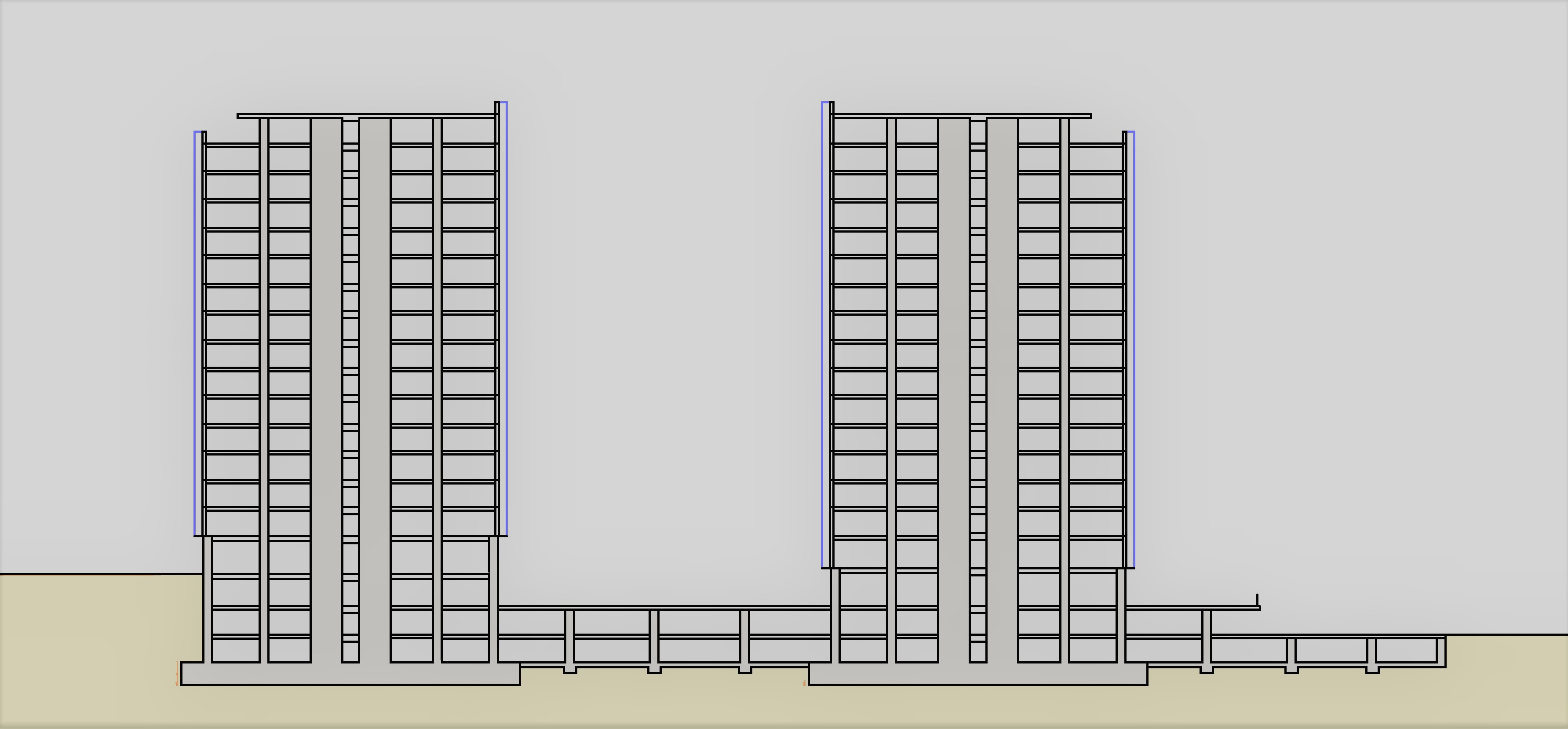
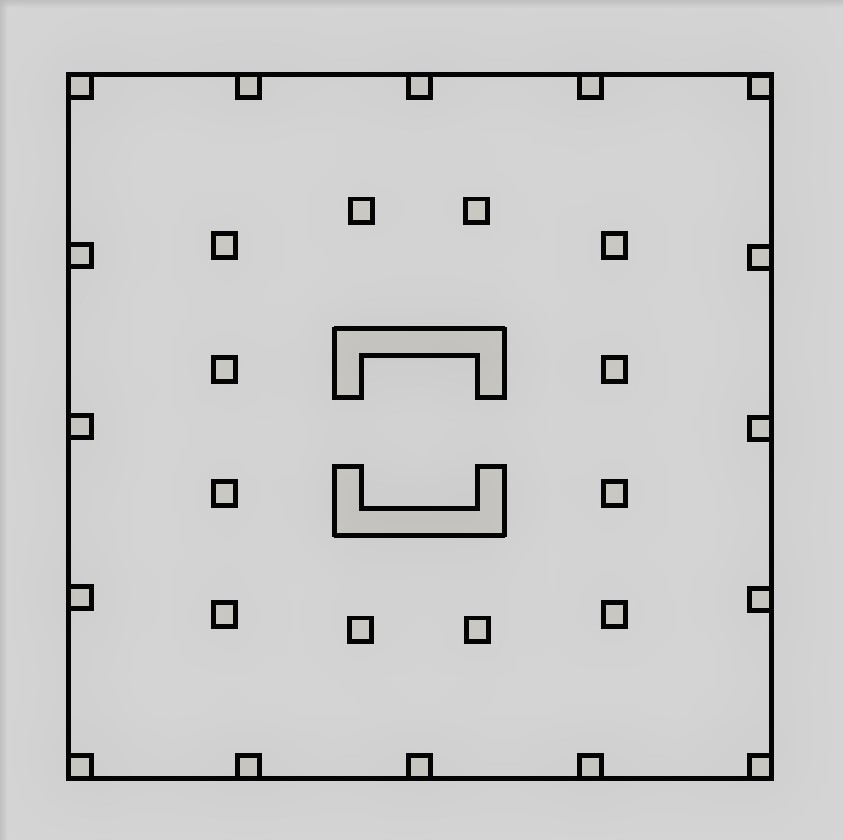
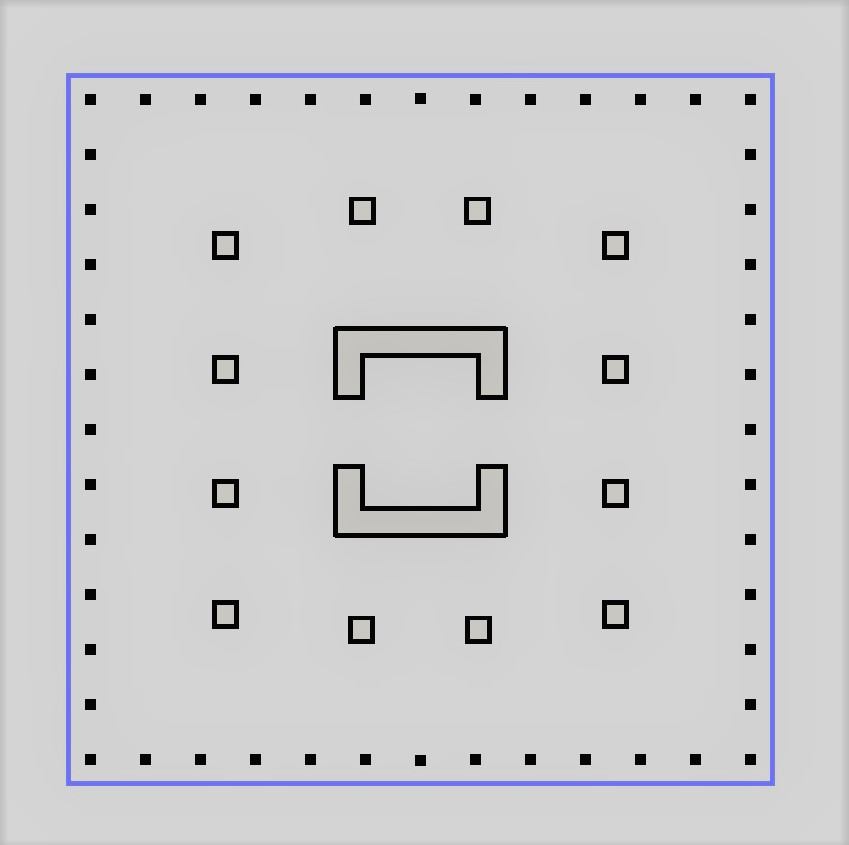

#### Plantas sobre rasante
En la planta a nivel de calle los edificios son totalmente diáfanos, solo ocupados por portales y soportales. Los portales se plantean como estancias acristaladas que dan permeabilidad visual. Las puertas de acceso, dobles para facilitar el acceso, cuentan con acceso sin contacto o por código y están provistas de cerraduras magnéticas sin pasador y gestionadas por detectores de movimiento. Para el suelo y paredes se ha utilizado mármol negro Zimbawe combinado con hormigón visto, mientras que los frentes de los ascensores son de acero inoxidable, repitiéndose dicha combinación en los descansillos del resto de plantas.
En total albergan 348 viviendas de uno, dos, tres y cuatro dormitorios, todas exteriores, estando la mayoría de las mismas orientadas a dos fachadas. En cada planta se pueden encontrar 4 o 5 viviendas salvo en la planta ático en la que lo hacen solo dos viviendas con amplias terrazas.  
Cada vivienda cuentan con sistema domótico, detectores de gas y humos con electroválvula automática para el corte del suministro de gas, detectores de fugas de agua con electroválvula automática para el corte del suministro de agua, alarma con detectores de presencia y conexión al sistema individual de calefacción. Estos servicios pueden ser telegestionados a distancia mediante el sistema domótico.
Los salones cuentan con grandes ventanales de suelo a techo. Son de tipo muro cortina con triple aislamiento, persianas venecianas integradas en la cámara de aire, control exterior solar Coolite de Saint-Gobain y radiadores de forma cuadrangular que cruzan el ventanal en toda su anchura proporcionando una zona de aire caliente en todo el ventanal. El resto de ventanas de las viviendas, de una única hoja, son de aluminio de grandes dimensiones con persianas de aluminio integradas. Para los suelos se utilizó parqué de madera de bambú mientras que las puertas y armarios son de madera nogal con marquetería de haya.

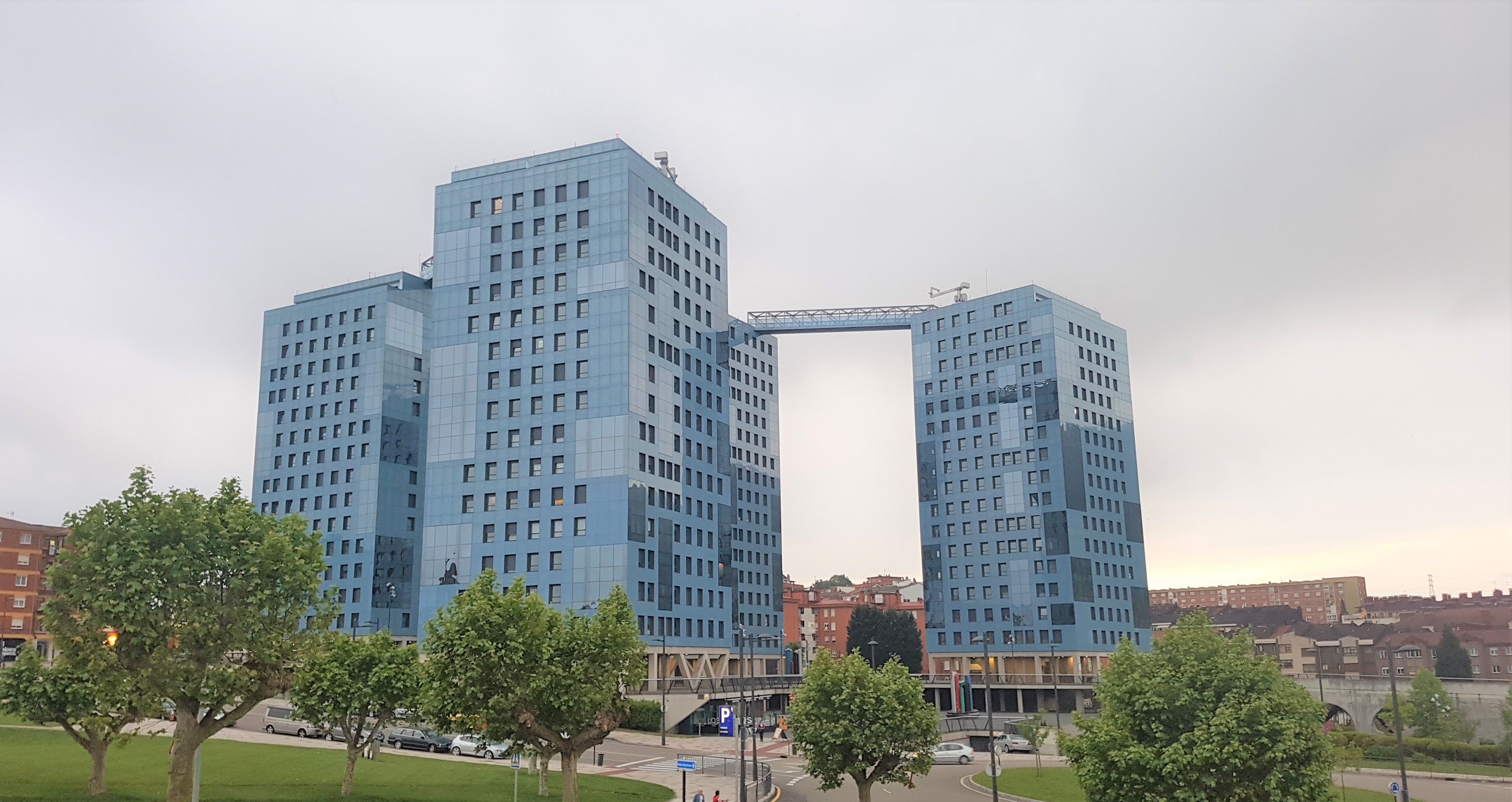
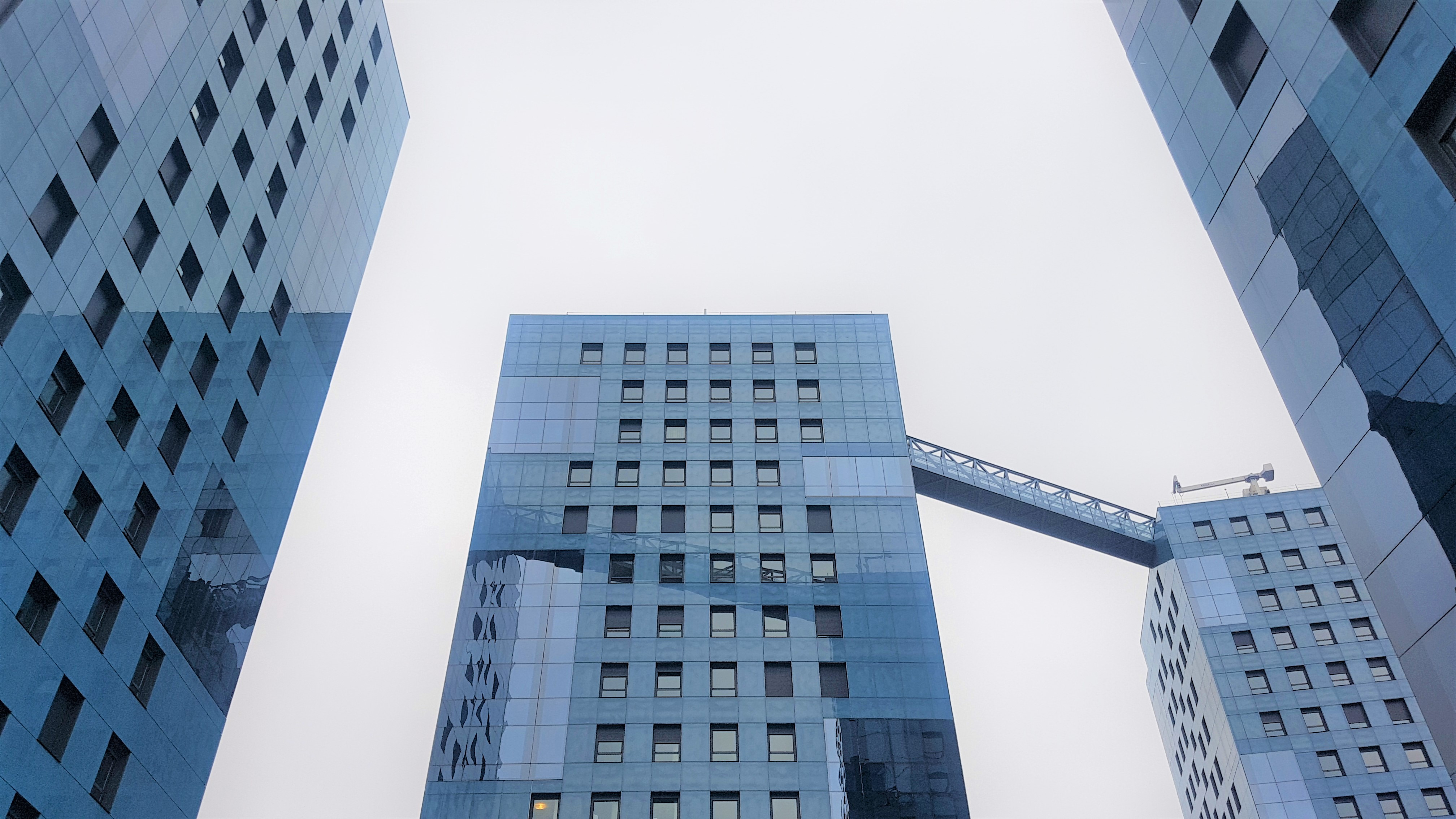
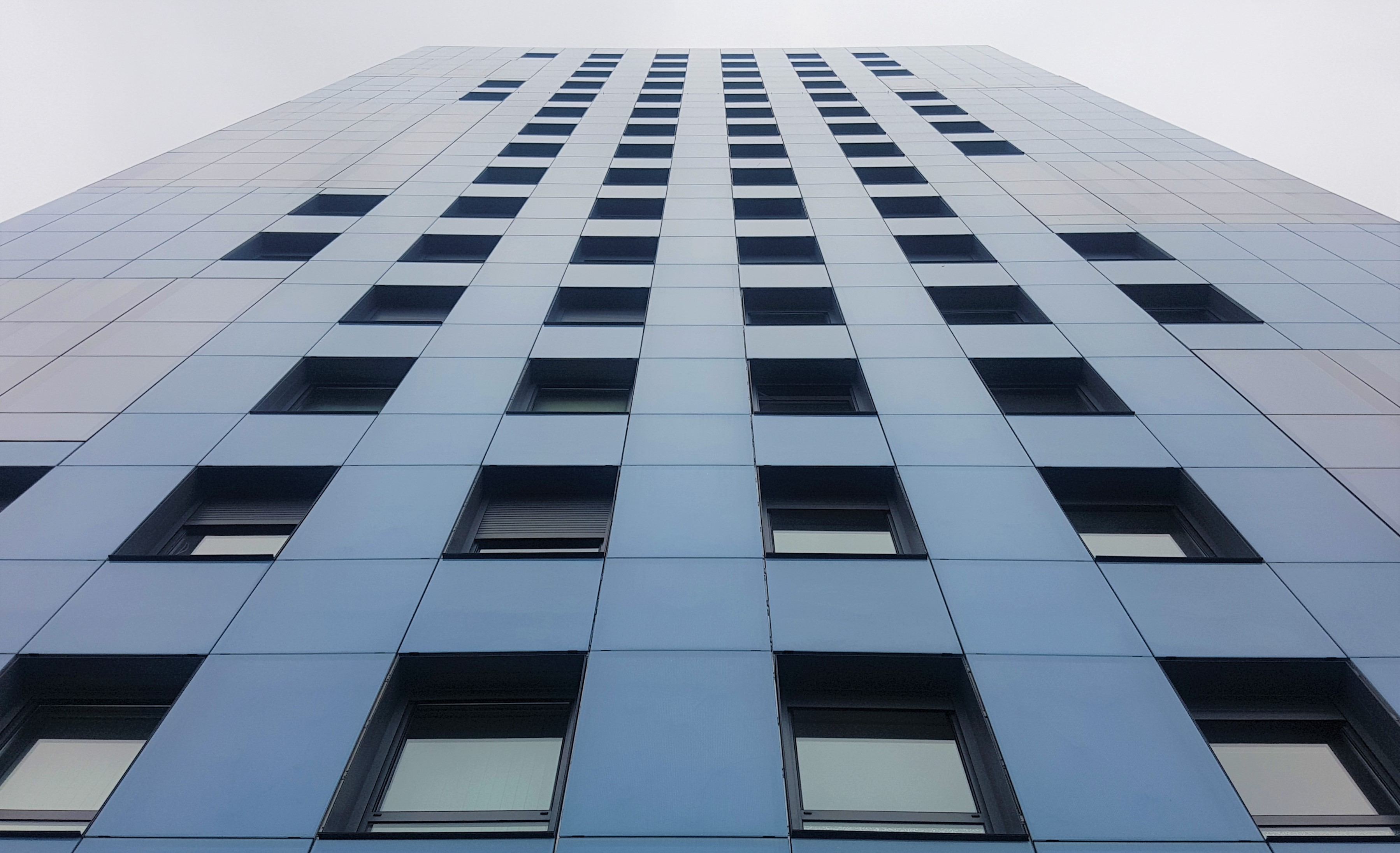
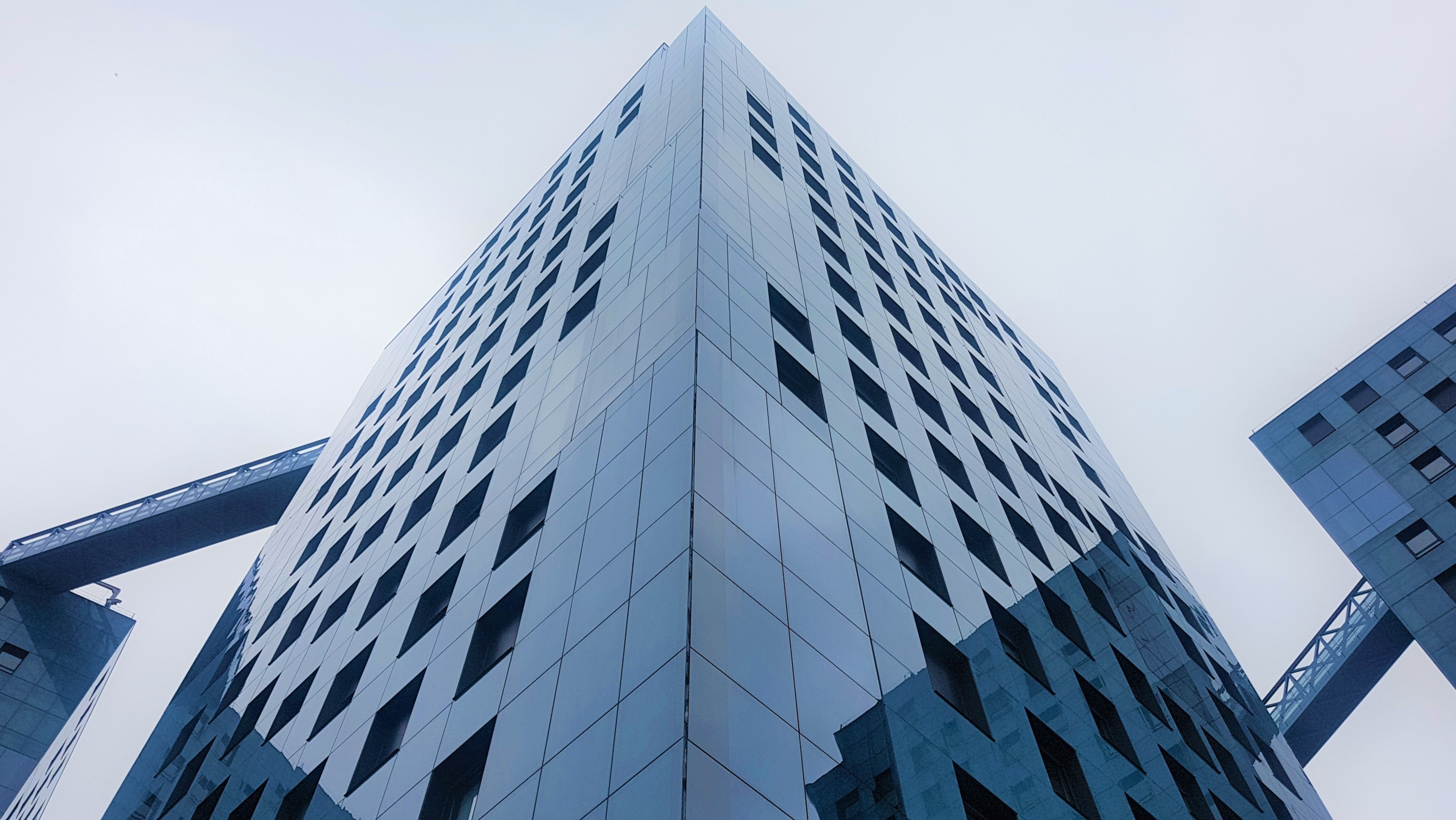
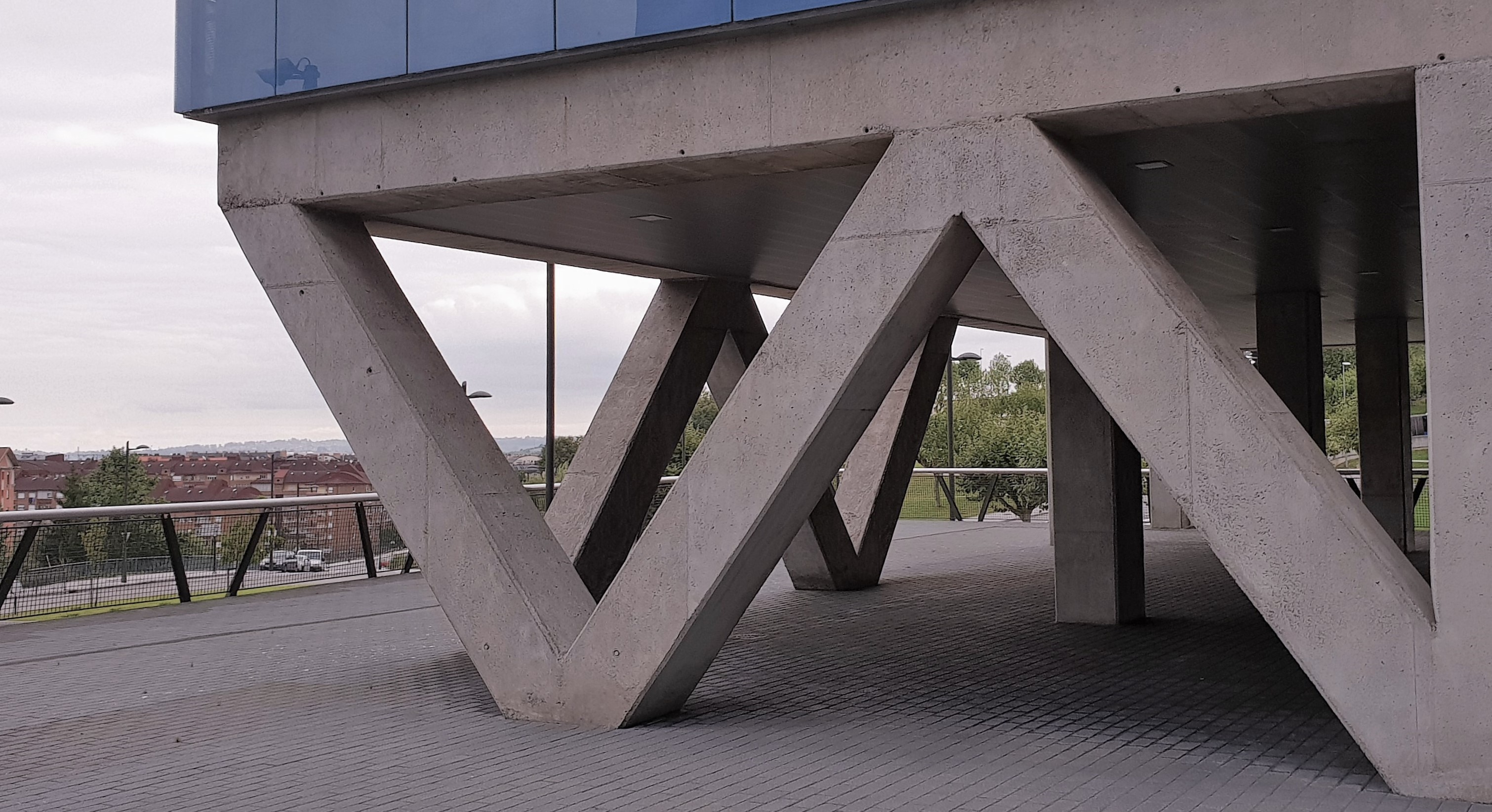
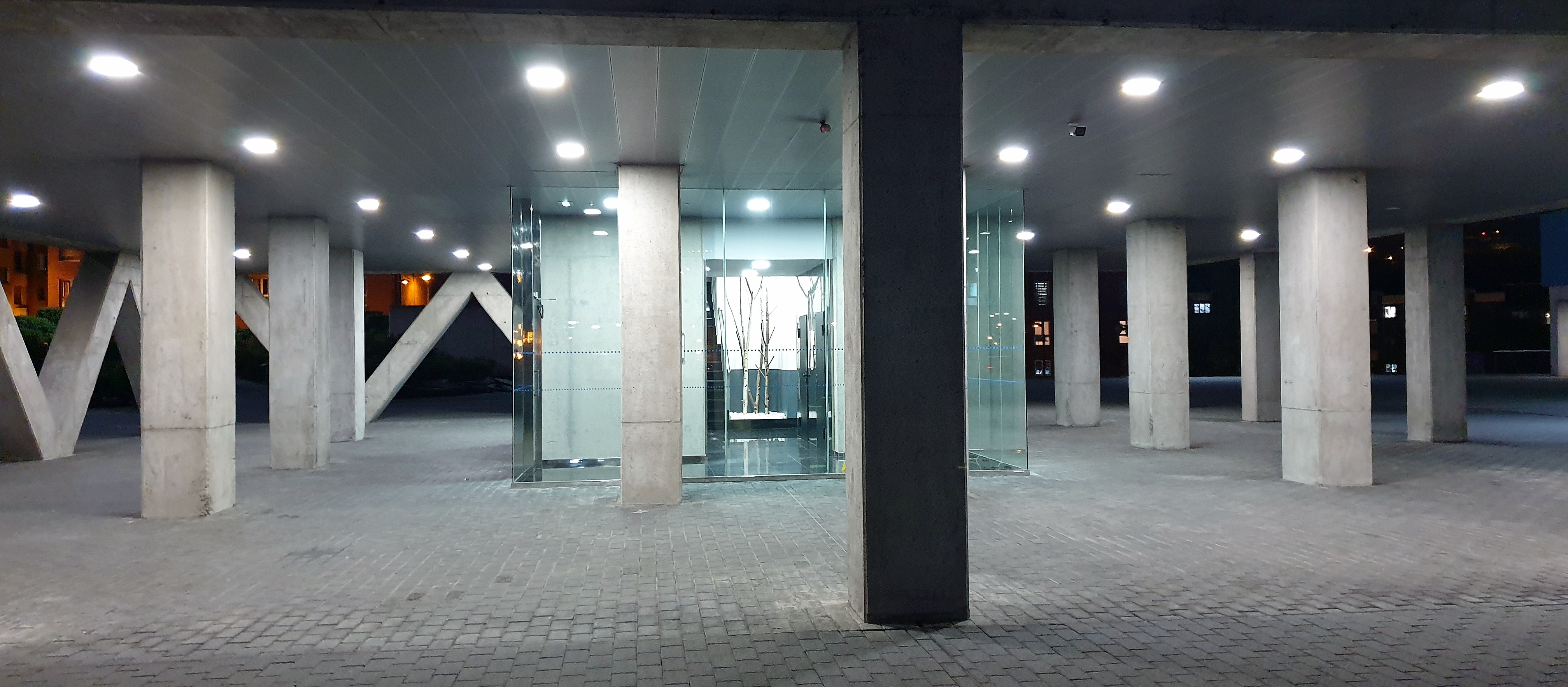
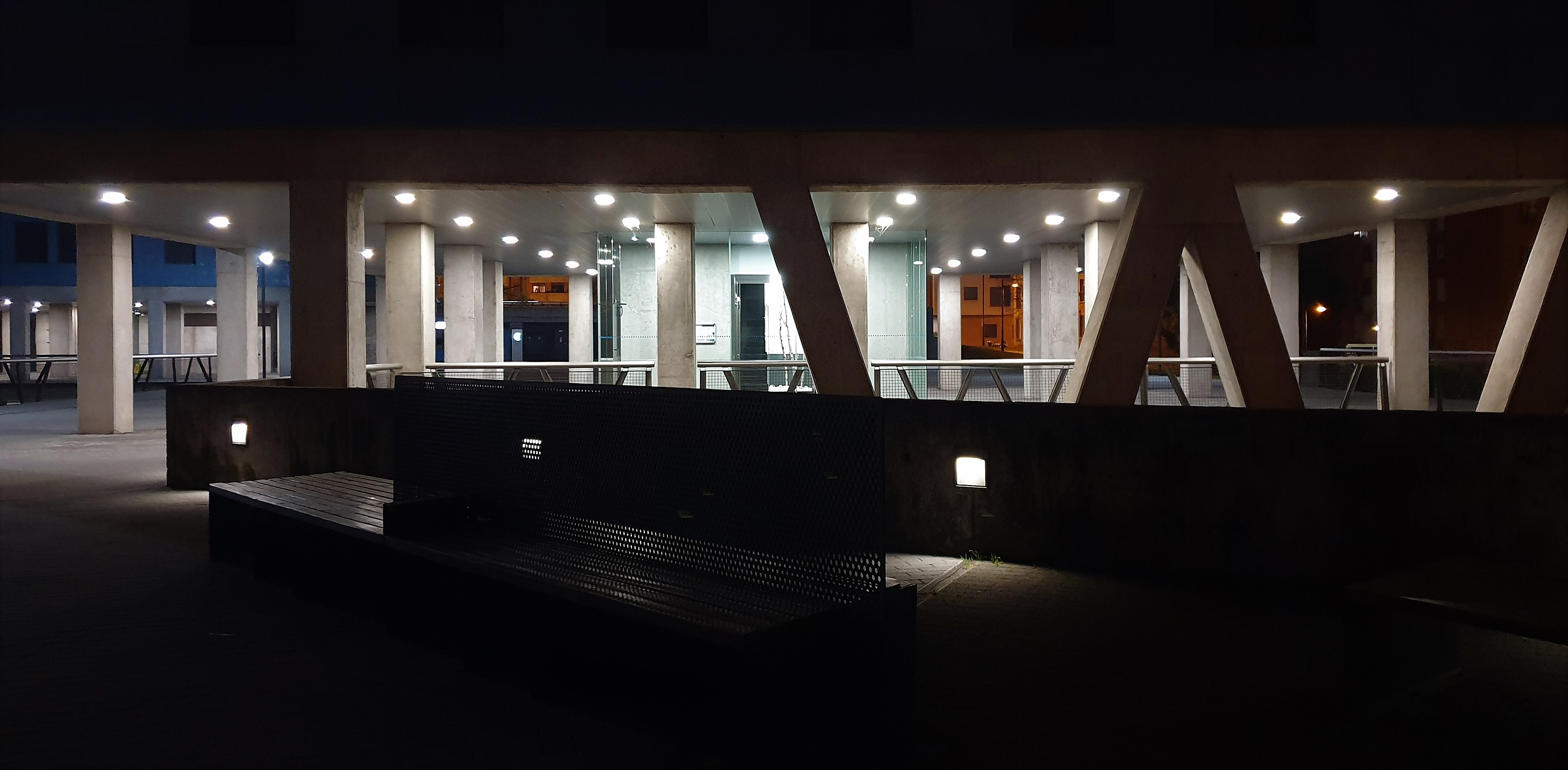

##### Fachada
«El detalle que más me interesaba es el tratamiento de las fachadas...  láminas de espejos para reflejar el cielo» "
Salvador Pérez Arroyo

Para el revestimiento exterior de los edificios se adoptó una solución de fachada ventilada al ser una técnica exitosa en términos de eficiencia energética y prevención de daños a la construcción. Para ello las cuatro torres se encuentran envueltas en una piel de paneles de vidrio separada de la construcción. Con esto la envolvente genera un colchón de aire en todo el perímetro logrando así un mejor comportamiento térmico de los edificios lo que reduce el consumo energético y las emisiones de CO2. Esto se debe a que se genera una circulación de aire en sentido ascendente al entrar el mismo por la zona inferior de la fachada y salir por unas aberturas situadas en la zona superior de la cubierta. Además, utilizando una lámina de vinilo de un diseño gráfico específico en combinación con las láminas de vidrio, se consigue un menor impacto visual ya que los edificios reflejan el color del cielo y las nubes circundantes mimetizándose con el medio ambiente.

###### Características técnicas
La piel envolvente se encuentra formada por 10.000 paneles de vidrio laminado y templado de unos aproximadamente 200 kilos de peso cada uno separada unos 10 centímetros de los edificios. Los paneles de vidrio se encuentra adheridos mediante cinta de espuma acrílica 3M VHB de dos centímetros de ancho a una subestructura metálica vertical encargada de soportar toda la carga estática. Para garantizar la seguridad de los paneles de vidrio, estos se encuentran revestidos con una lámina de seguridad 3M Safety S40 Exterior. Estas láminas reducen los riesgos derivados de peligros como fragmentos de vidrios rotos, actos vandálicos y otro tipo de impactos, son resistentes a grafitis, actos vandálicos, arañazos o abrasiones y bloquean el 99 % de los rayos ultravioleta, equivalente a un factor de protección (SPF) 1000 lo que contribuye a proteger el interior de los edificios.

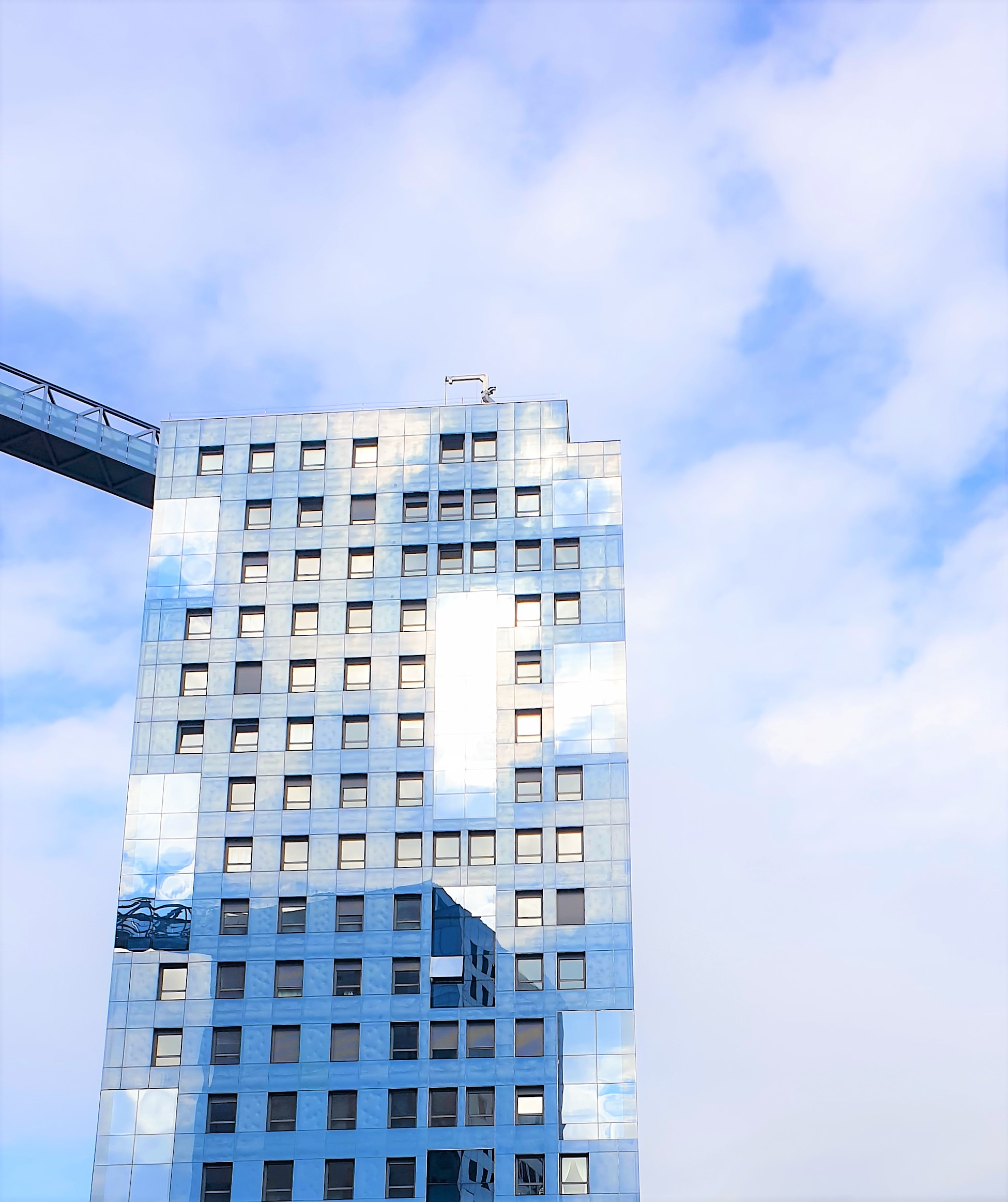
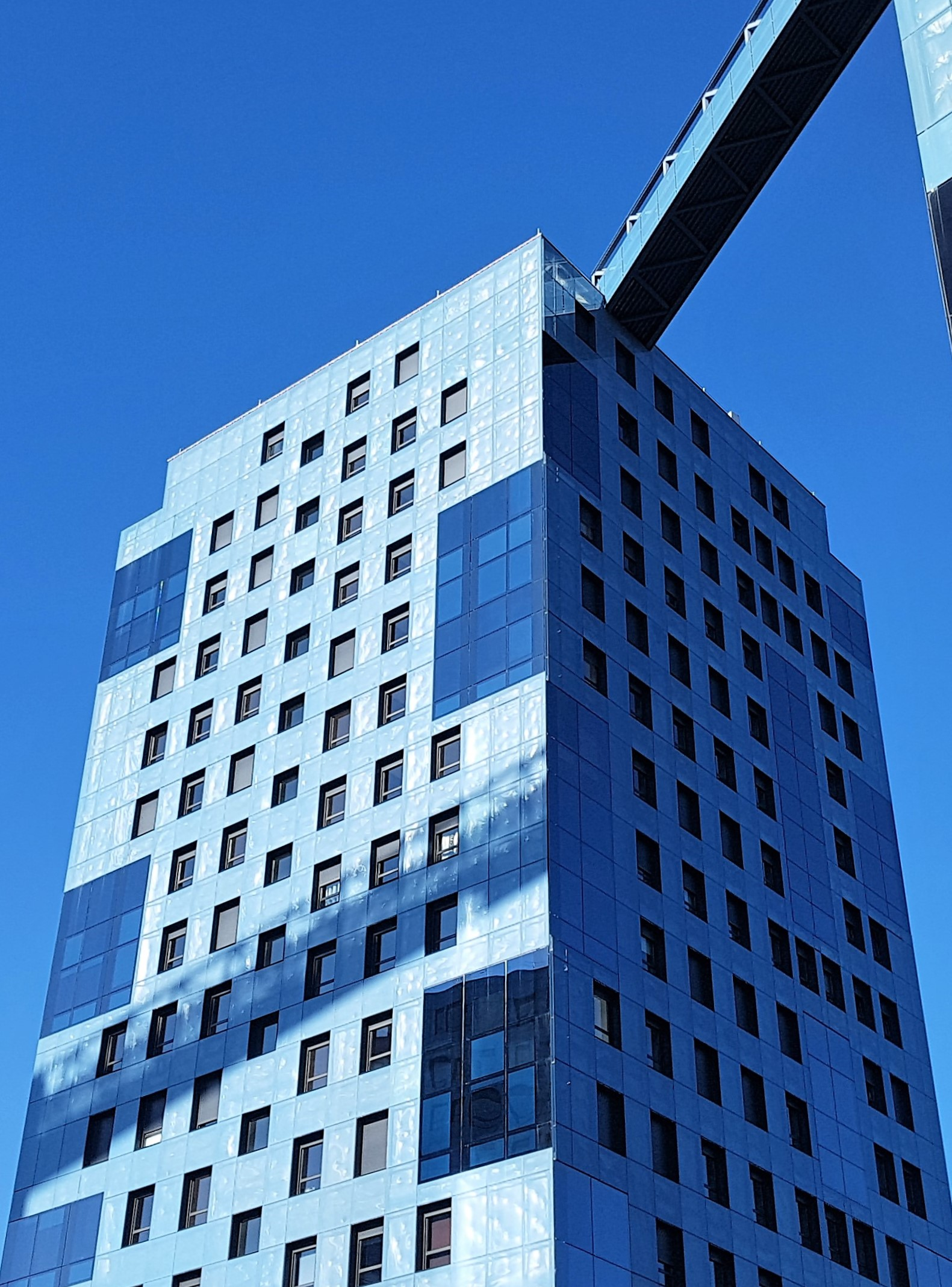
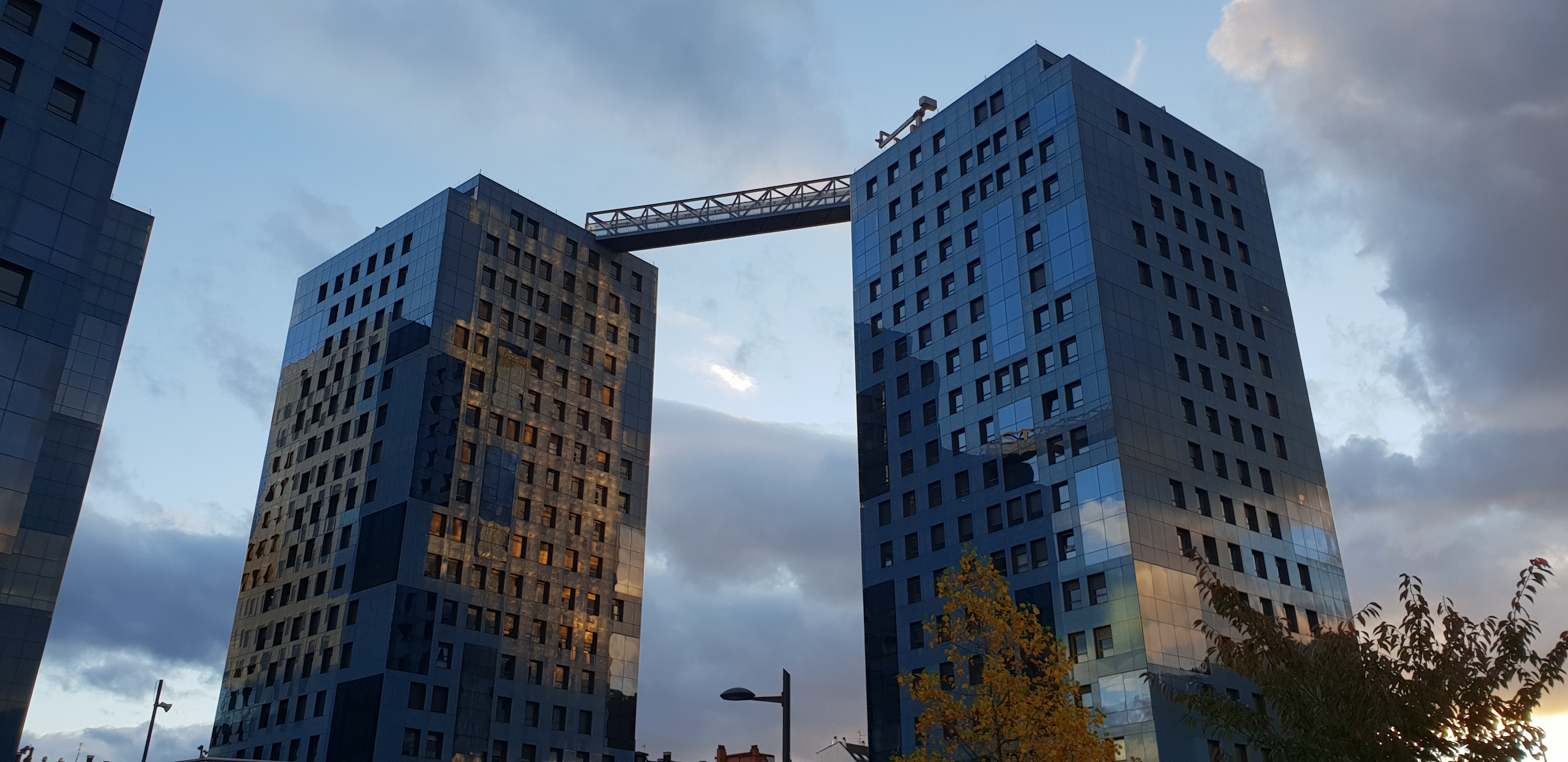
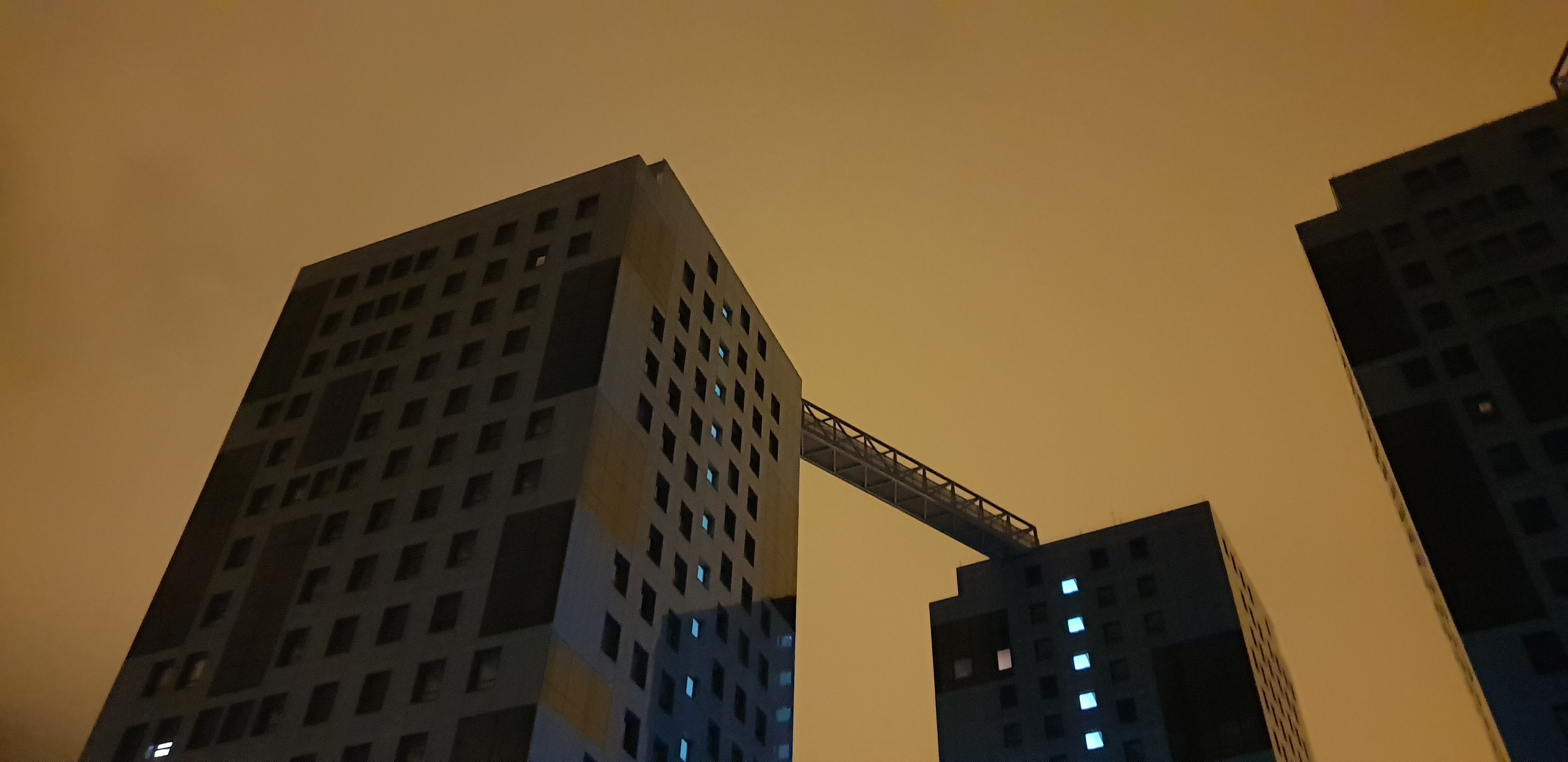
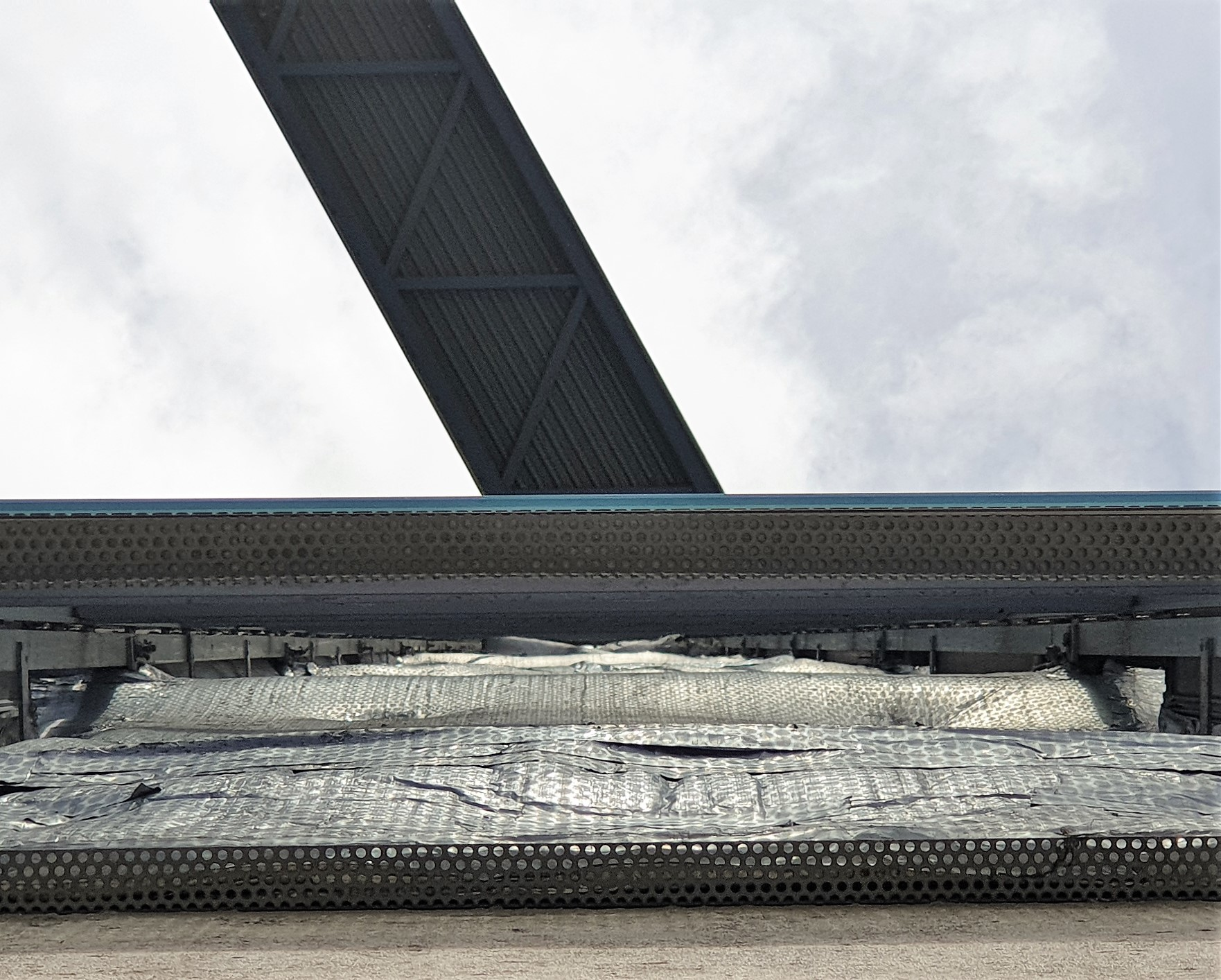
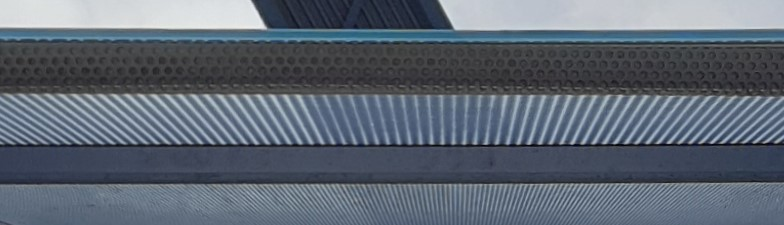
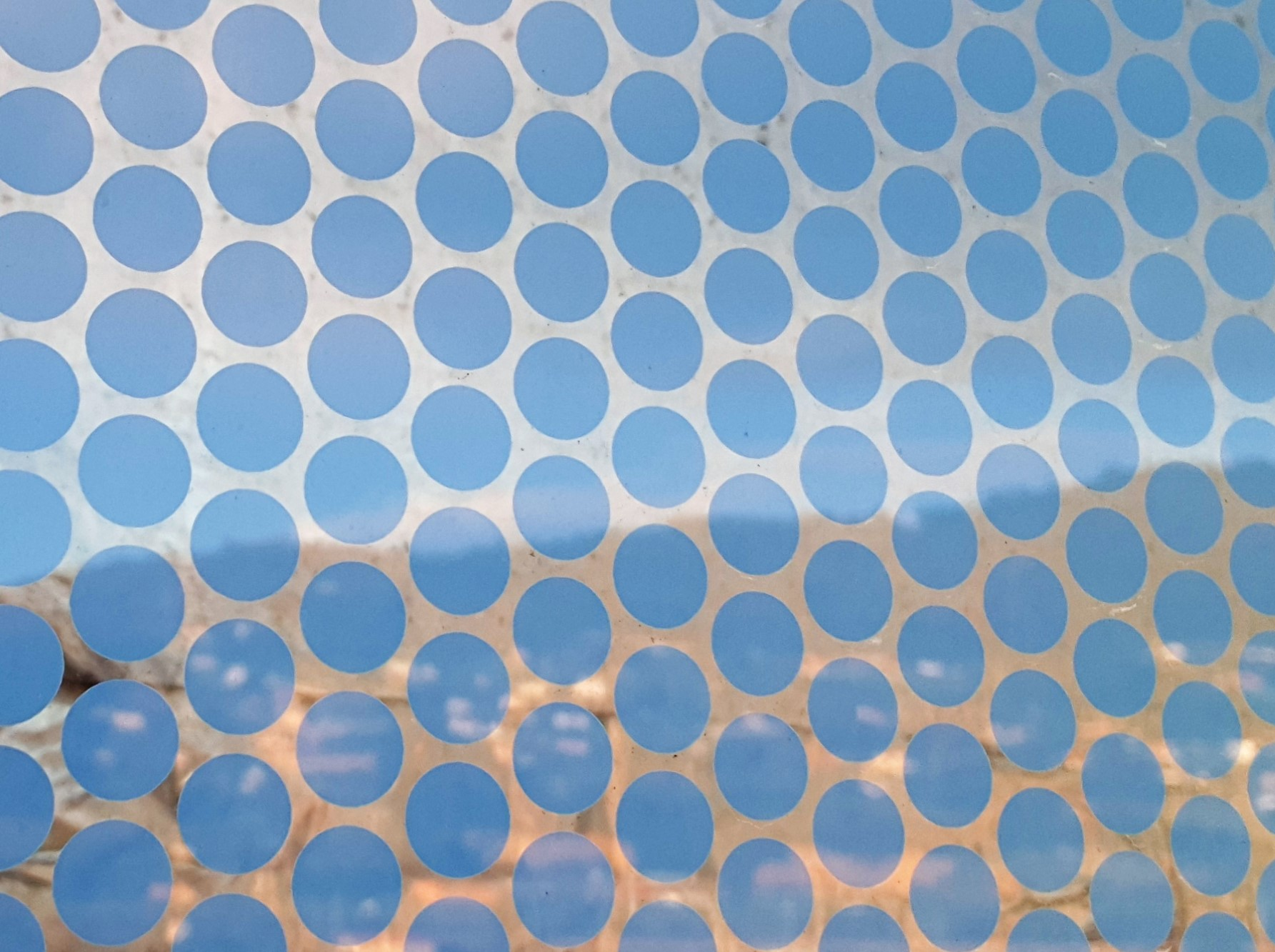

##### Ascensores
Para el transporte vertical de los edificios se emplearon ascensores de la compañía finlandesa KONE del tipo MonoSpace Serie R. Se instalaron ocho ascensores de uno de los modelos más vanguardistas, dos en cada edificio. Las cajas, con una capacidad para diez personas (800 kilos de carga), se desplazan a una velocidad de 1,6 metros por segundo, realizando el trayecto desde la planta de calle al ático en solo 30 segundos. Cuando se presiona el botón de llamada acude el ascensor que se encuentra más próximo evitando que se desplacen dos.

##### Pasarelas
«El sistema de comunicación de las torres es otro elemento muy importante. Hace que las torres sean más seguras y, además, responde a la idea de crear una comunicación de gran altura, de manera que existan calles arriba y calles abajo, ya en el suelo» "
Salvador Pérez Arroyo

Un elemento distintitivo de la construcción es el sistema de comunicación entre las torres. Con el objetivo de mejorar la seguridad se han duplicado las vías de evacuación, permaneciendo los edificios unidos en el aire de dos en dos por unas galerías acristaladas que tienen como cometido facilitar la evacuación de los pisos más elevados en caso de incendio o accidente. Responden además a la idea de crear una comunicación de gran altura, de manera que existan calles arriba y calles abajo, en el suelo.

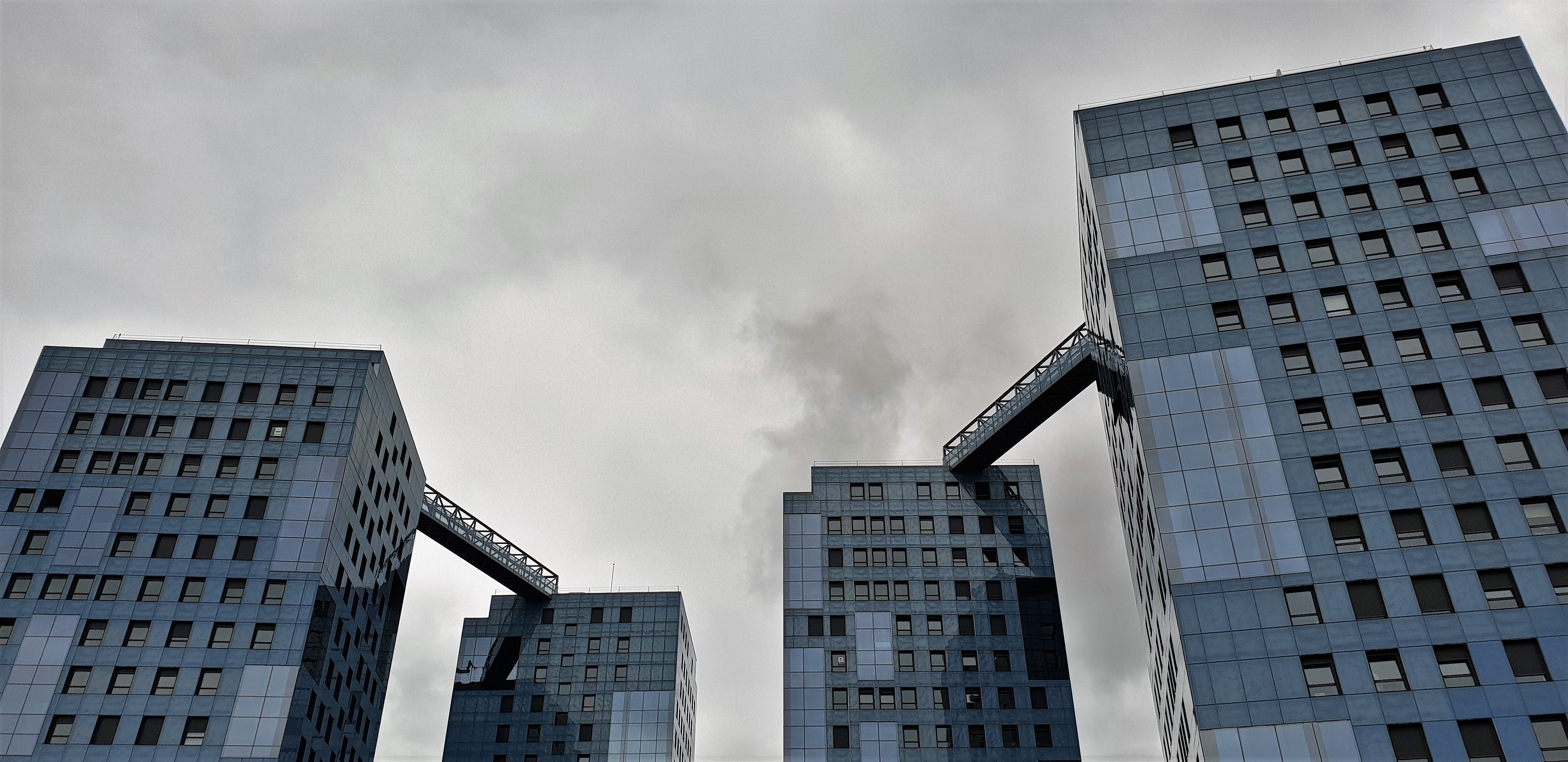
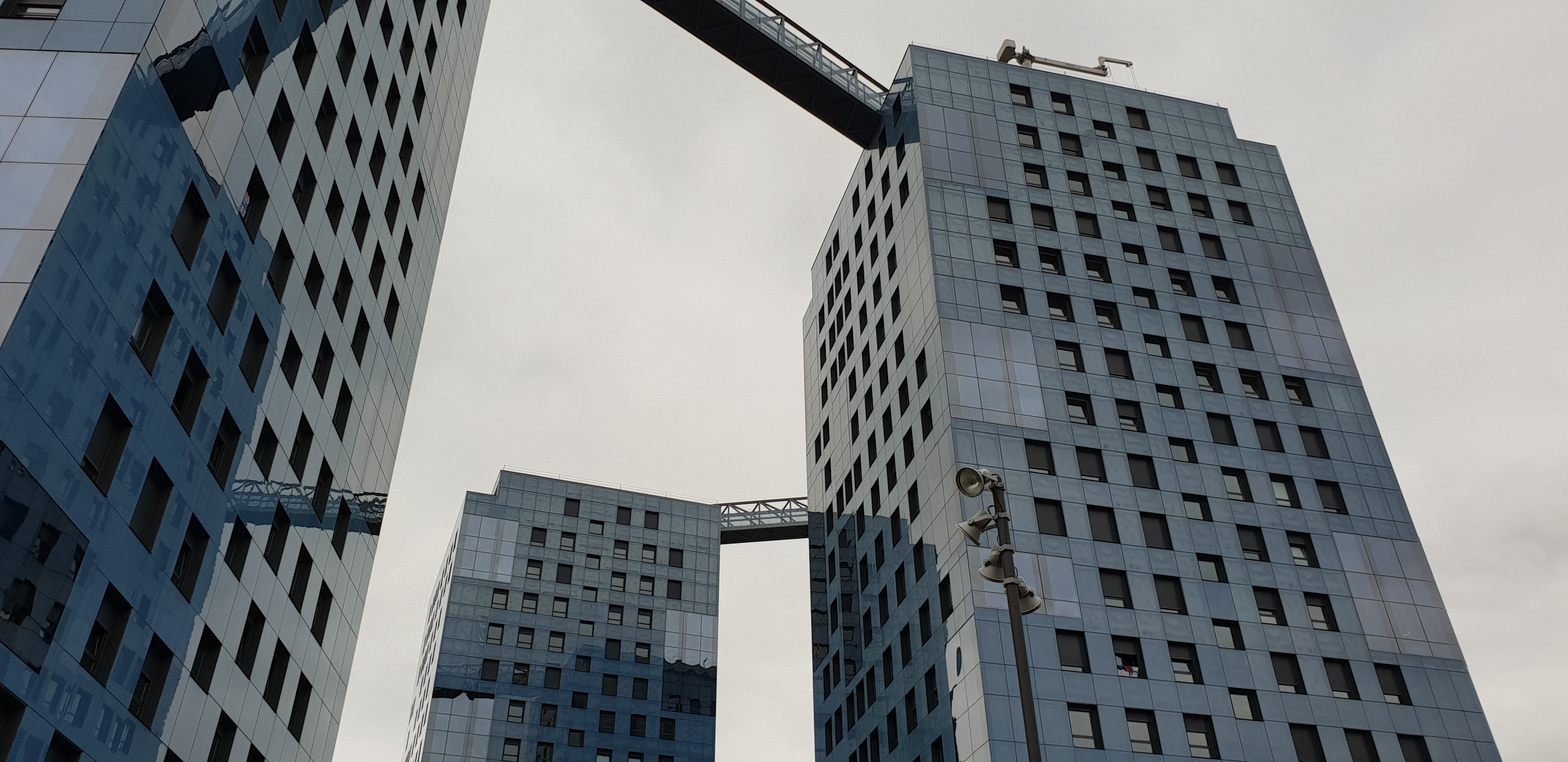
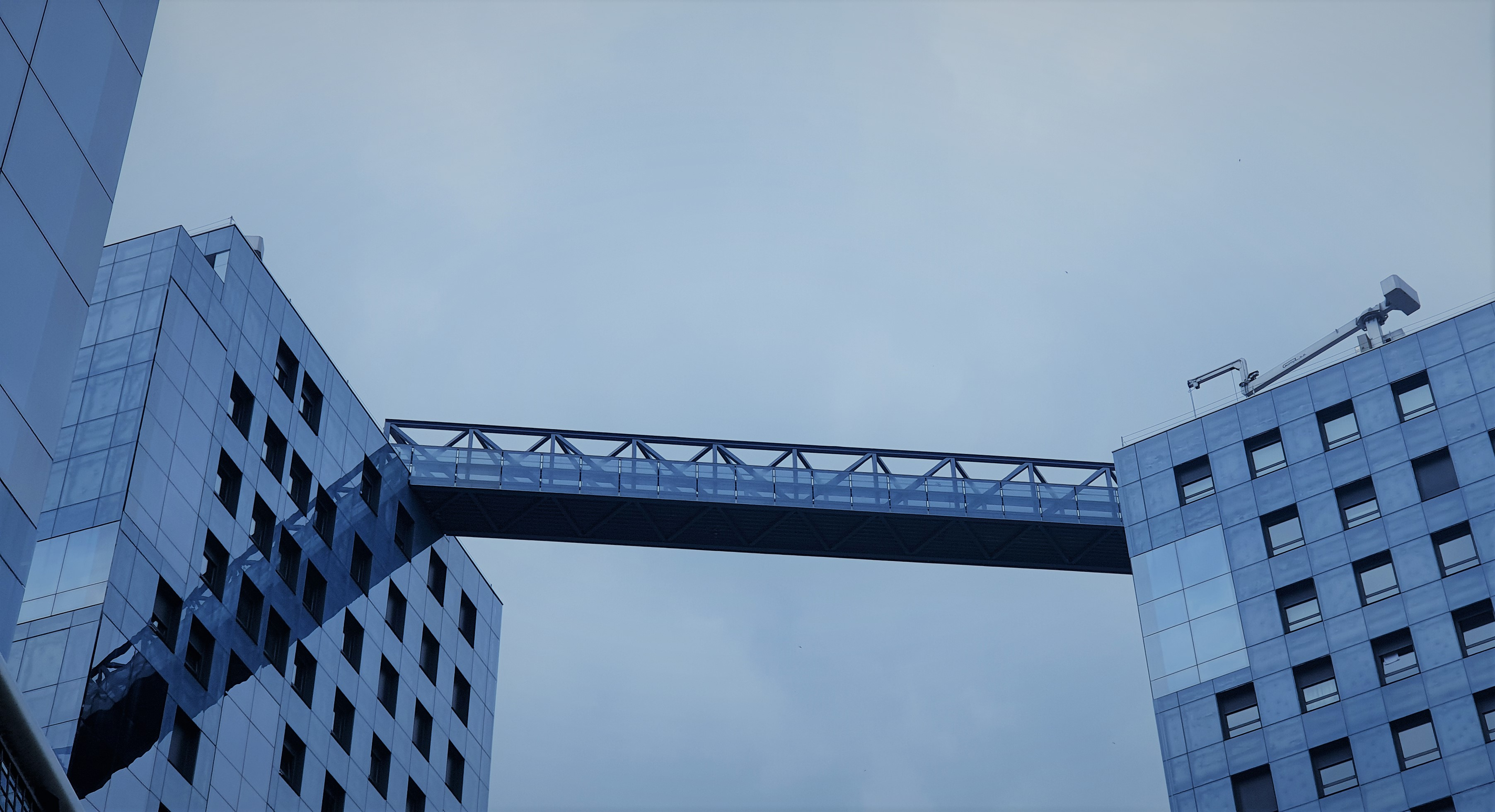
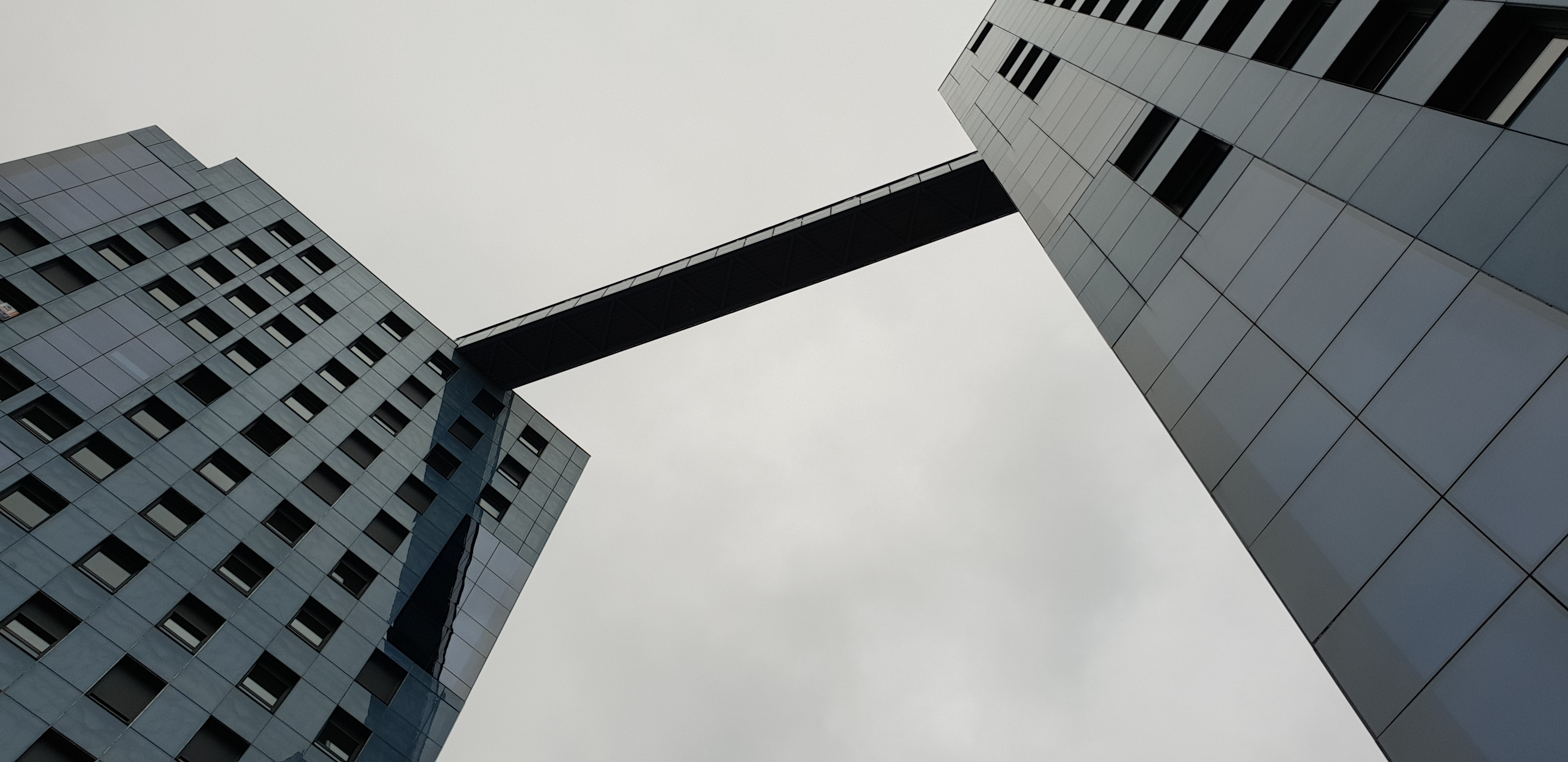
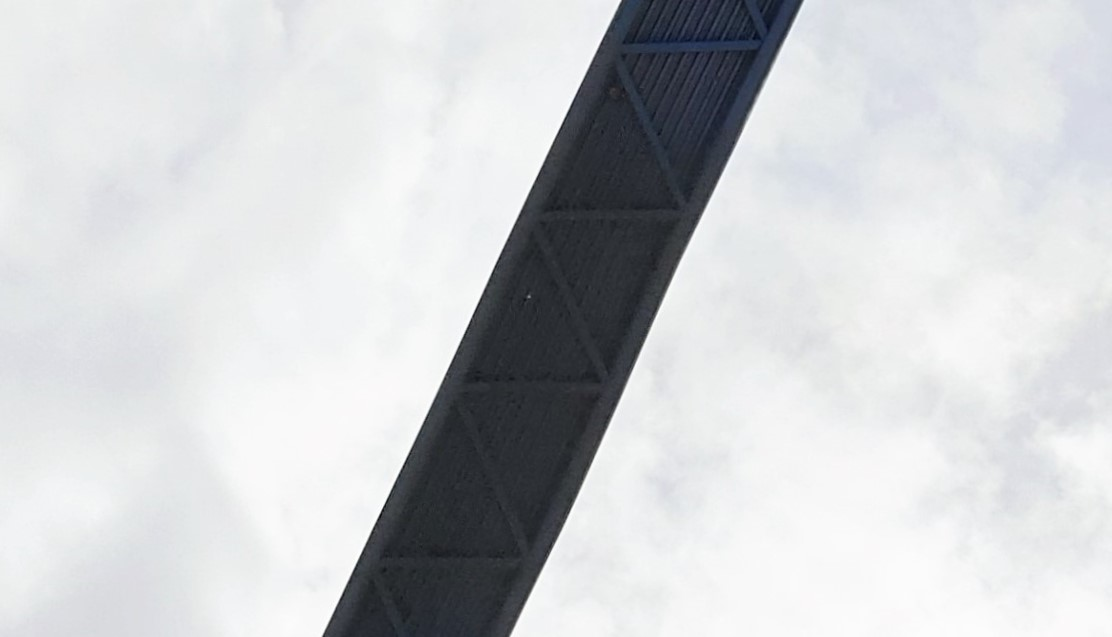
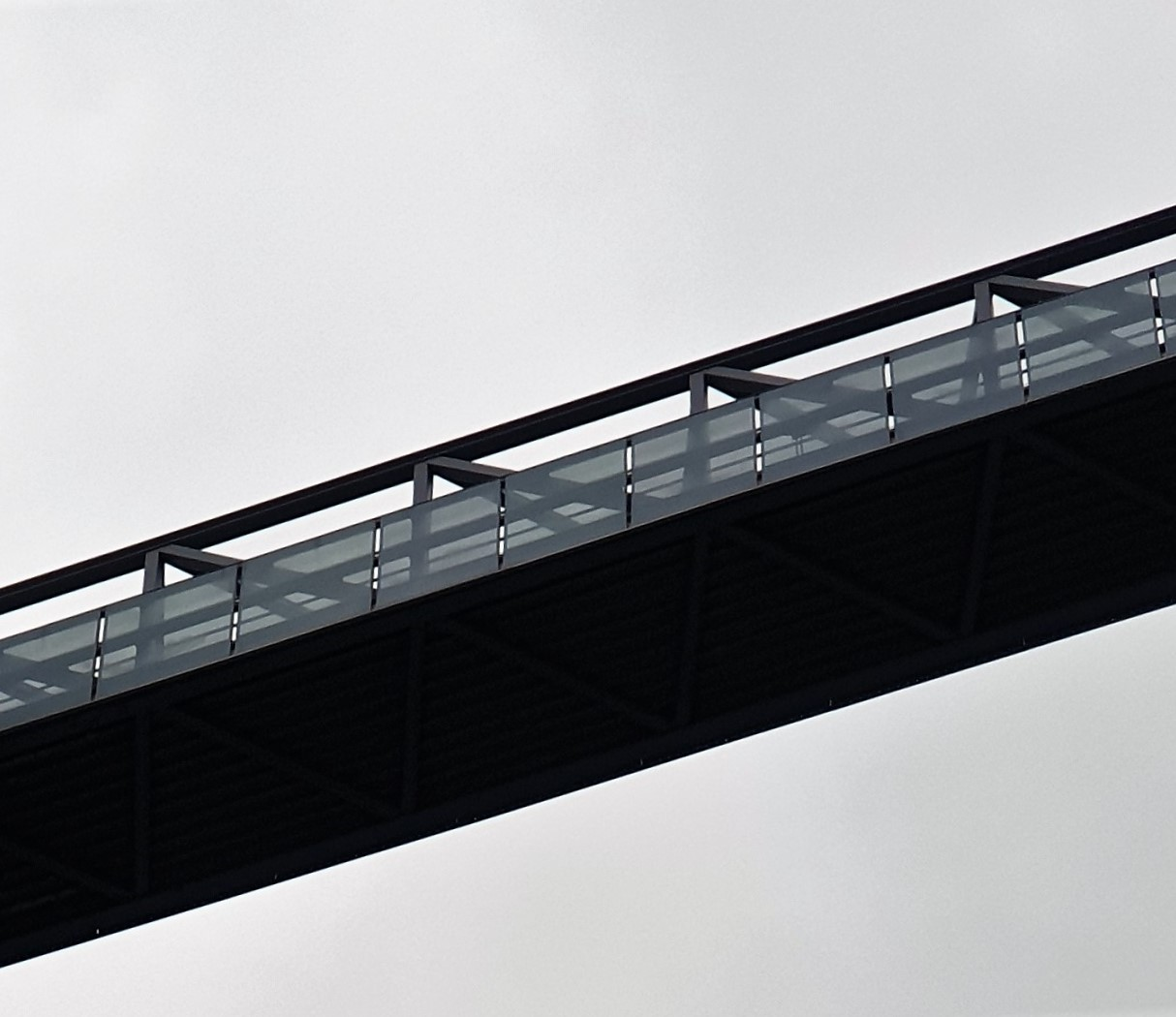
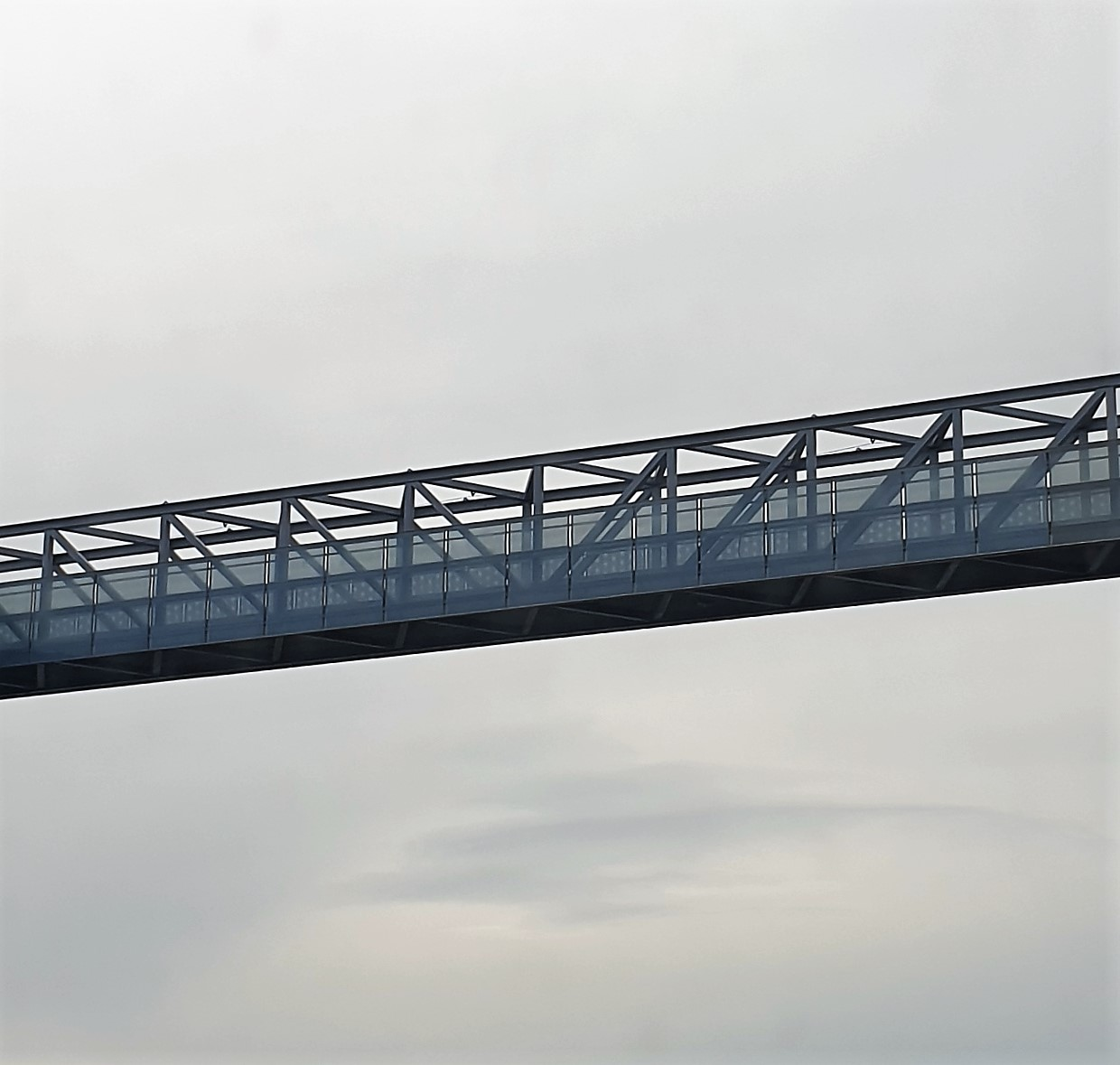

##### Góndolas
En cada una de las azoteas de los cuatro edificios se instalaron góndolas en cubierta para la limpieza y mantenimiento de las fachas. Estas cuentan con un sistema de raíles sobre los que se desplazan con el objetivo de alcanzar las cuatro aristas de cada torre.

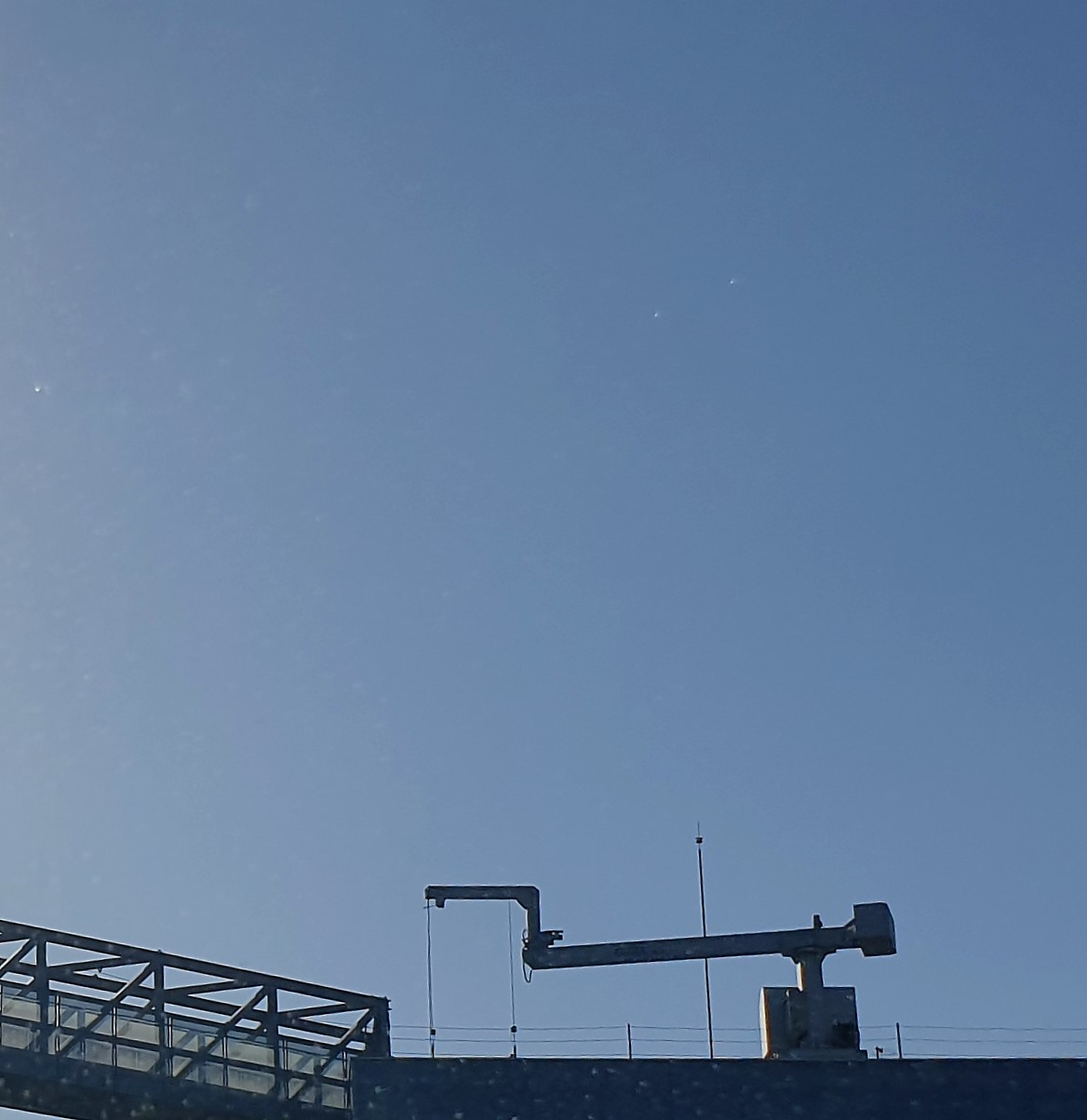
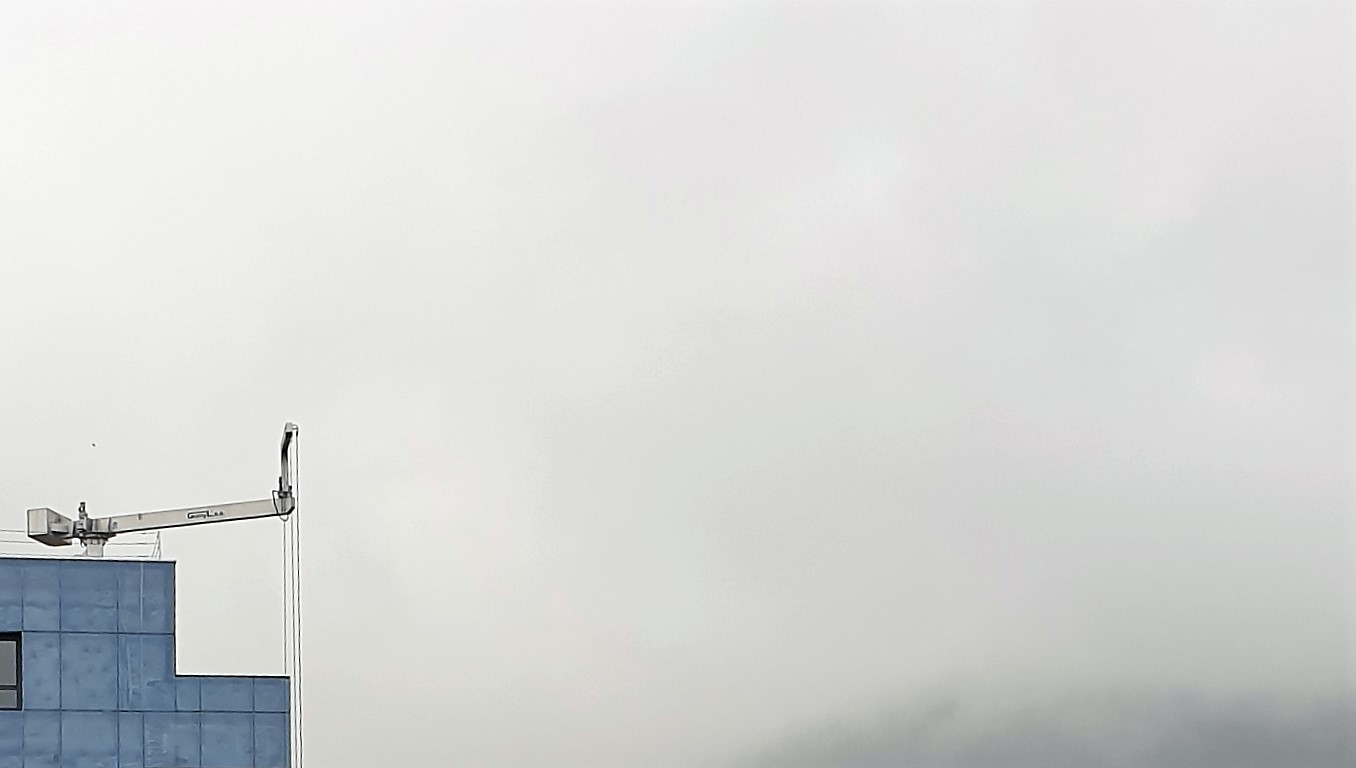
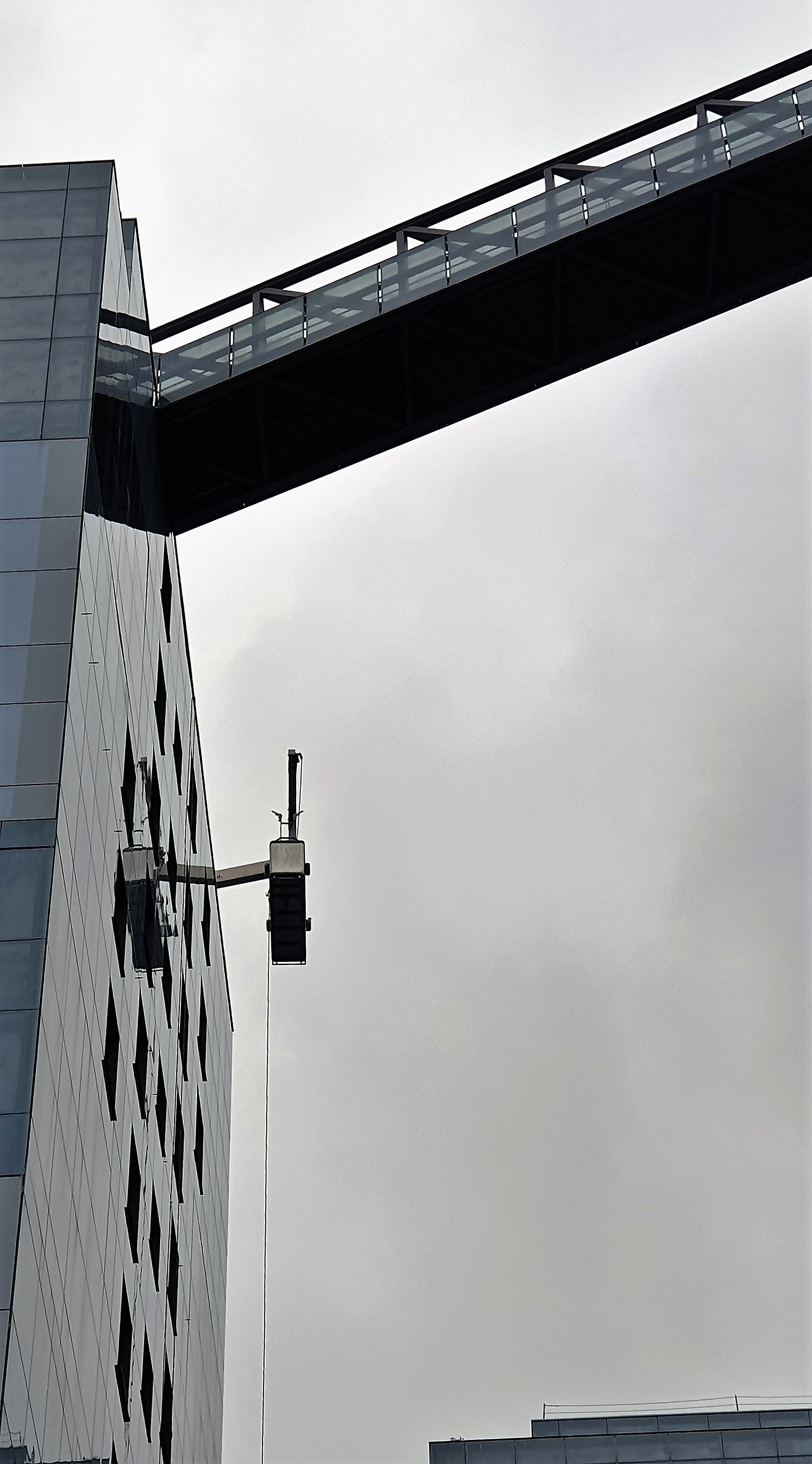

#### Plantas bajo rasante
Existen tres plantas bajo rasante. En ellas se ubican las zonas comerciales (primeras dos plantes), los garajes, los trasteros y espacios de servicios comunes de los edificios. El garaje cuenta con 501 plazas de al menos 2,5 metros de ancho por 5 de largo. Están distribuidas entre las dos últimas plantas y cuentan con accesos diferenciados lo que evita rampas en el interior de los mismos. Los carriles de circulación tienen cinco metros de ancho permitiendo así la doble circulación. Para la renovación del aire de los garajes y trasteros se emplea un sistema de ventilación forzada con ventilación natural suplementaria dotado de detectores de gases. Para la protección contra incendios cada planta cuenta con sistema de protección contra incendios con detectores de fuego y alarmas, al menos cinco salidas de emergencia por planta señalizadas con ruta balizada, mangueras de extinción tipo BIES en el interior y sistema hidrante exterior para bomberos.

### Plaza y zonas verdes
«Defiendo la ciudad en altura: libera espacio; es ecológicamente la más económica. Nos encontramos en un momento crítico de cambio, y la ciudad debe responder a ese reto.
Salvador Pérez Arroyo

La urbanización consta de una gran plaza pública en tres distintos niveles, juegos infantiles y 10.000 metros cuadrados de zonas verdes. En los jardines se han plantado decenas de árboles, parterres de arbustos colocados formando diferentes geometrías. Los desniveles en los jardines han salvado con escolleras de piedra pizarrosa.

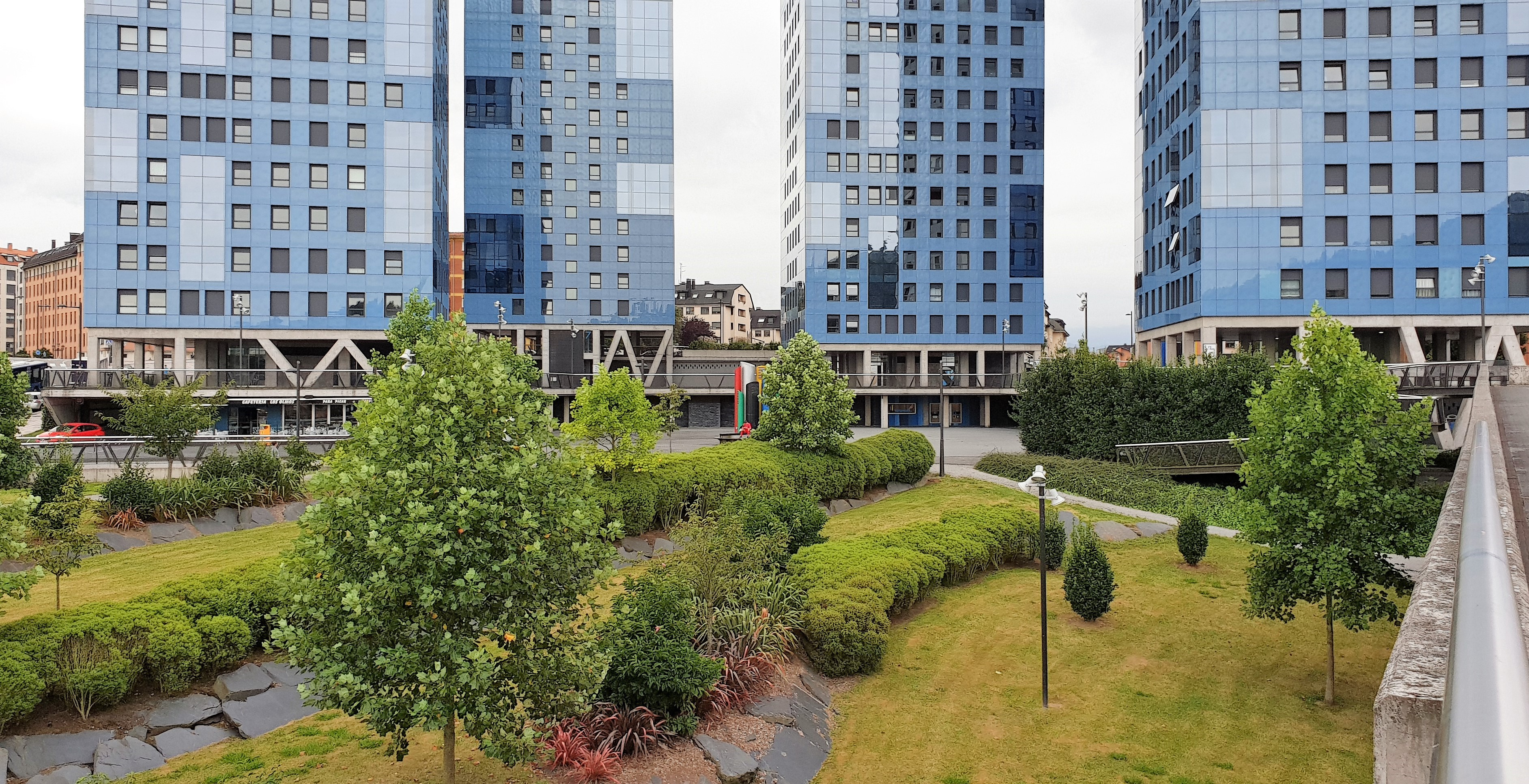
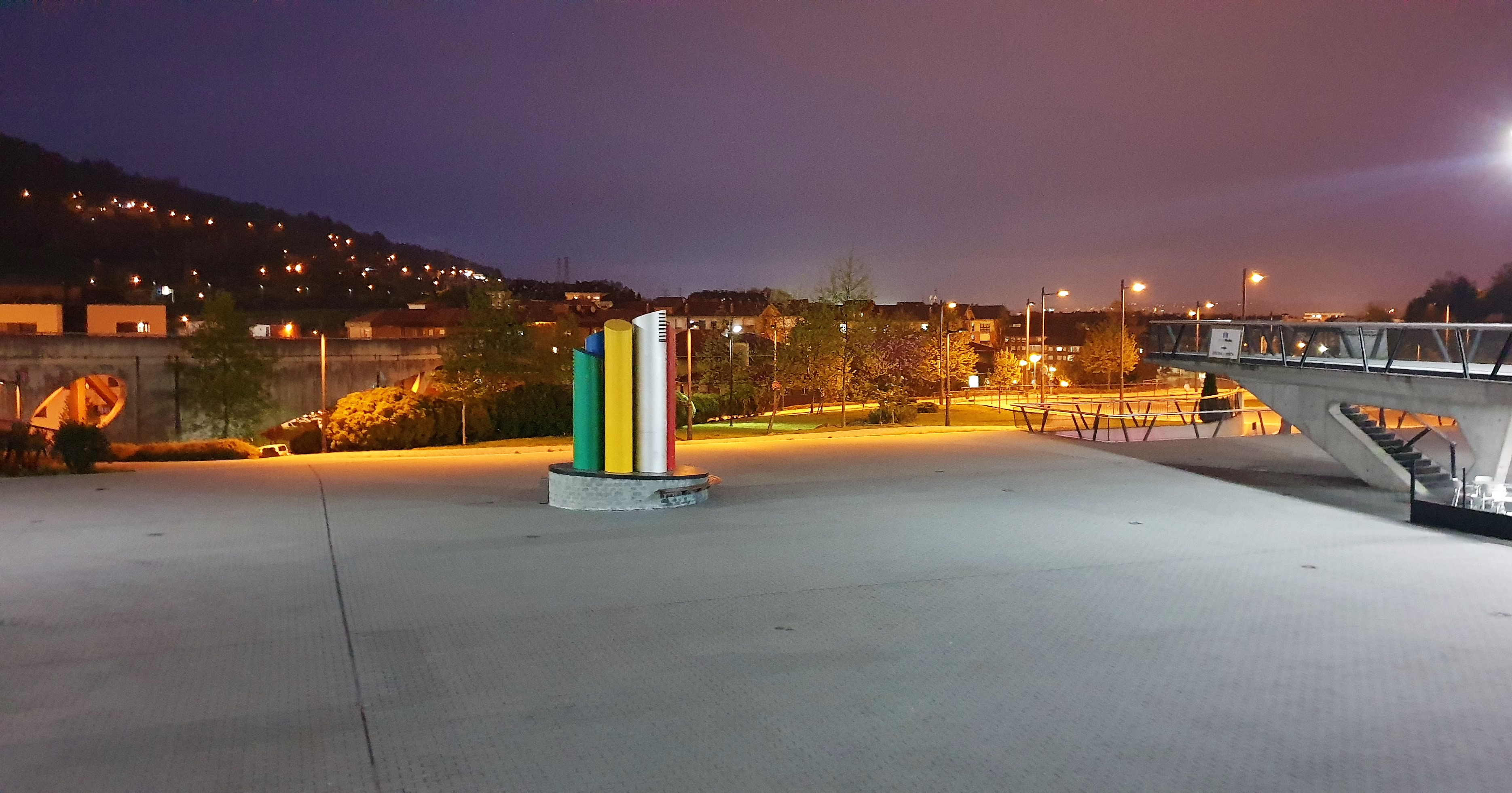
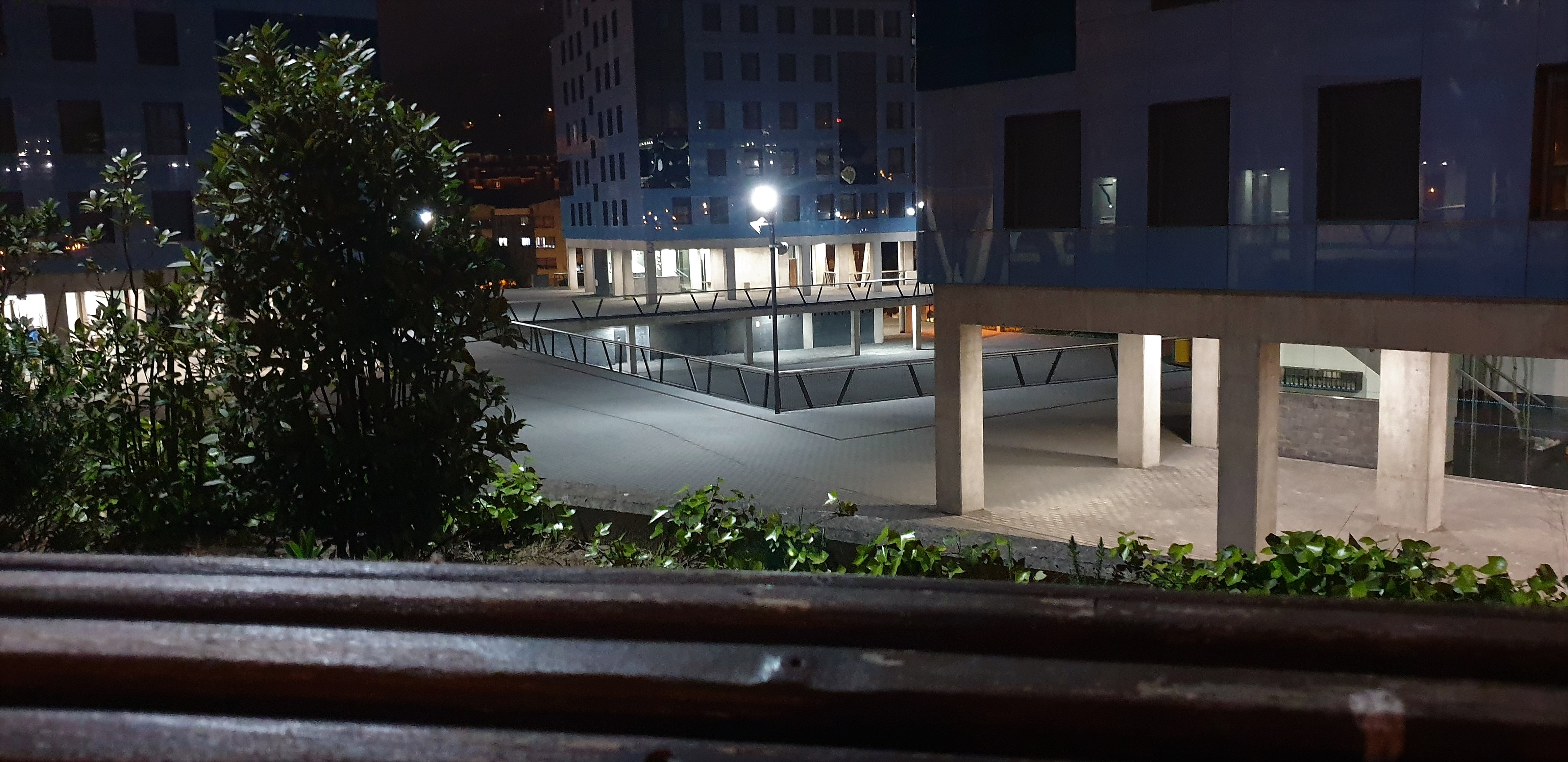
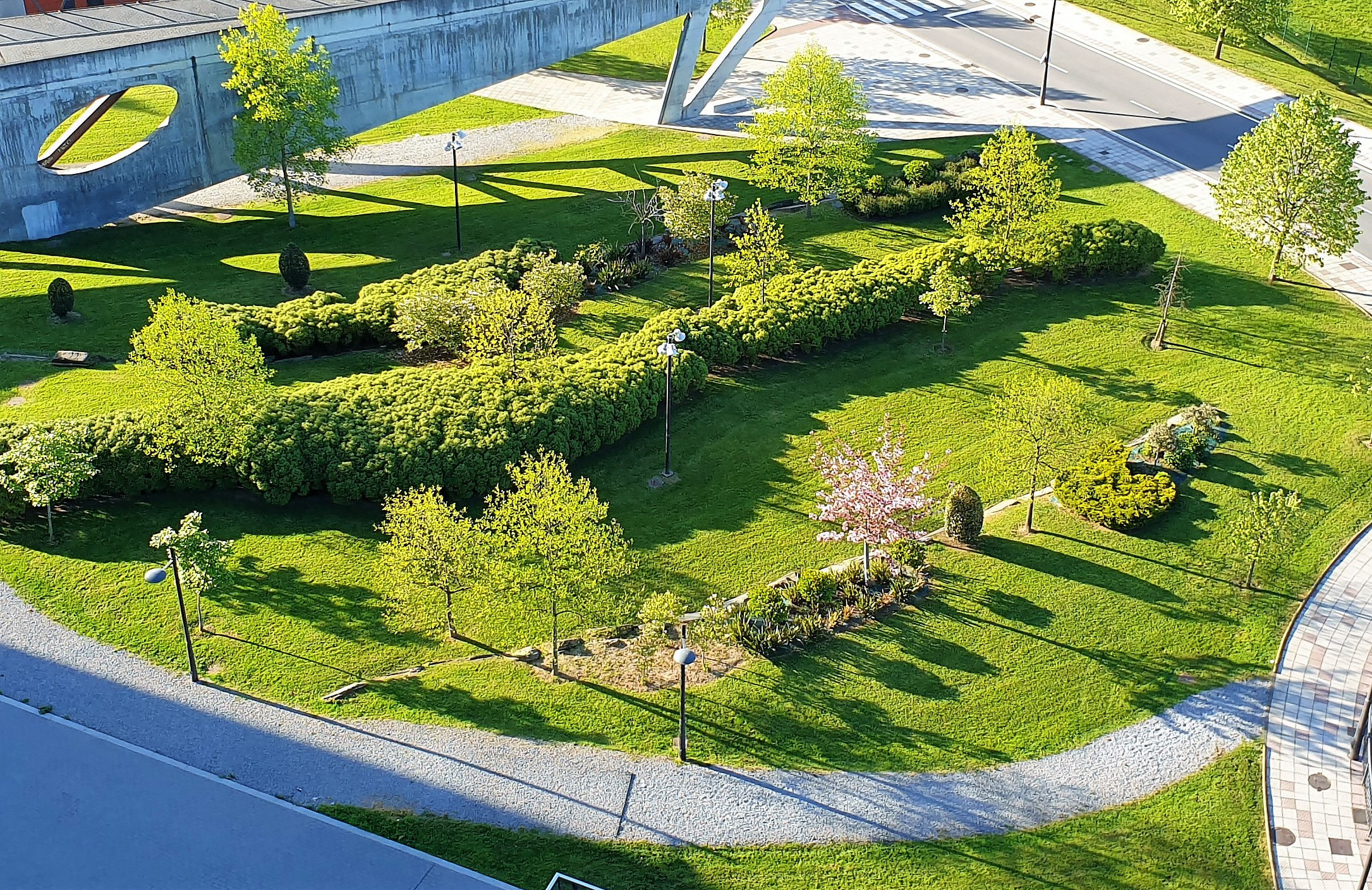
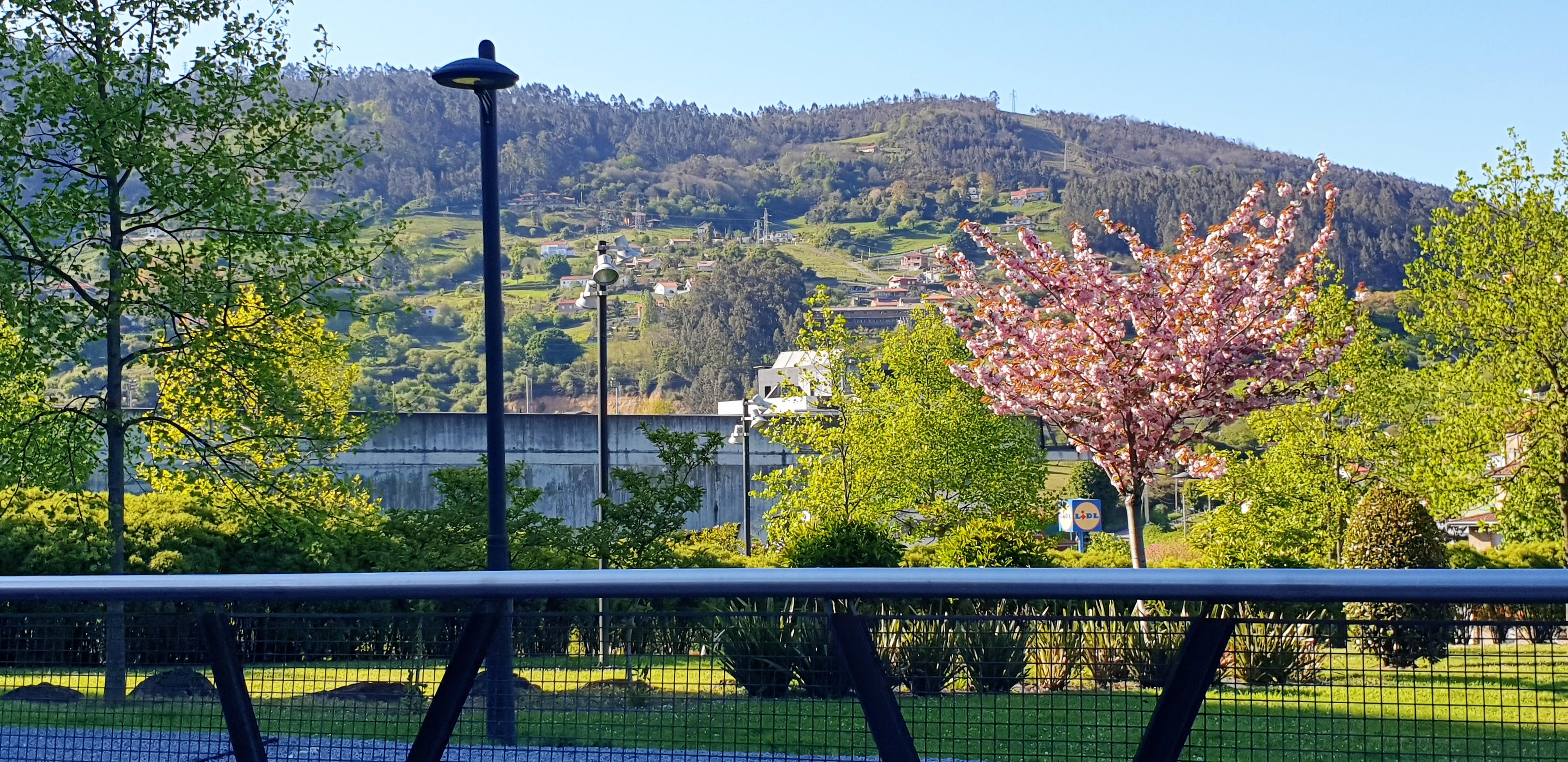
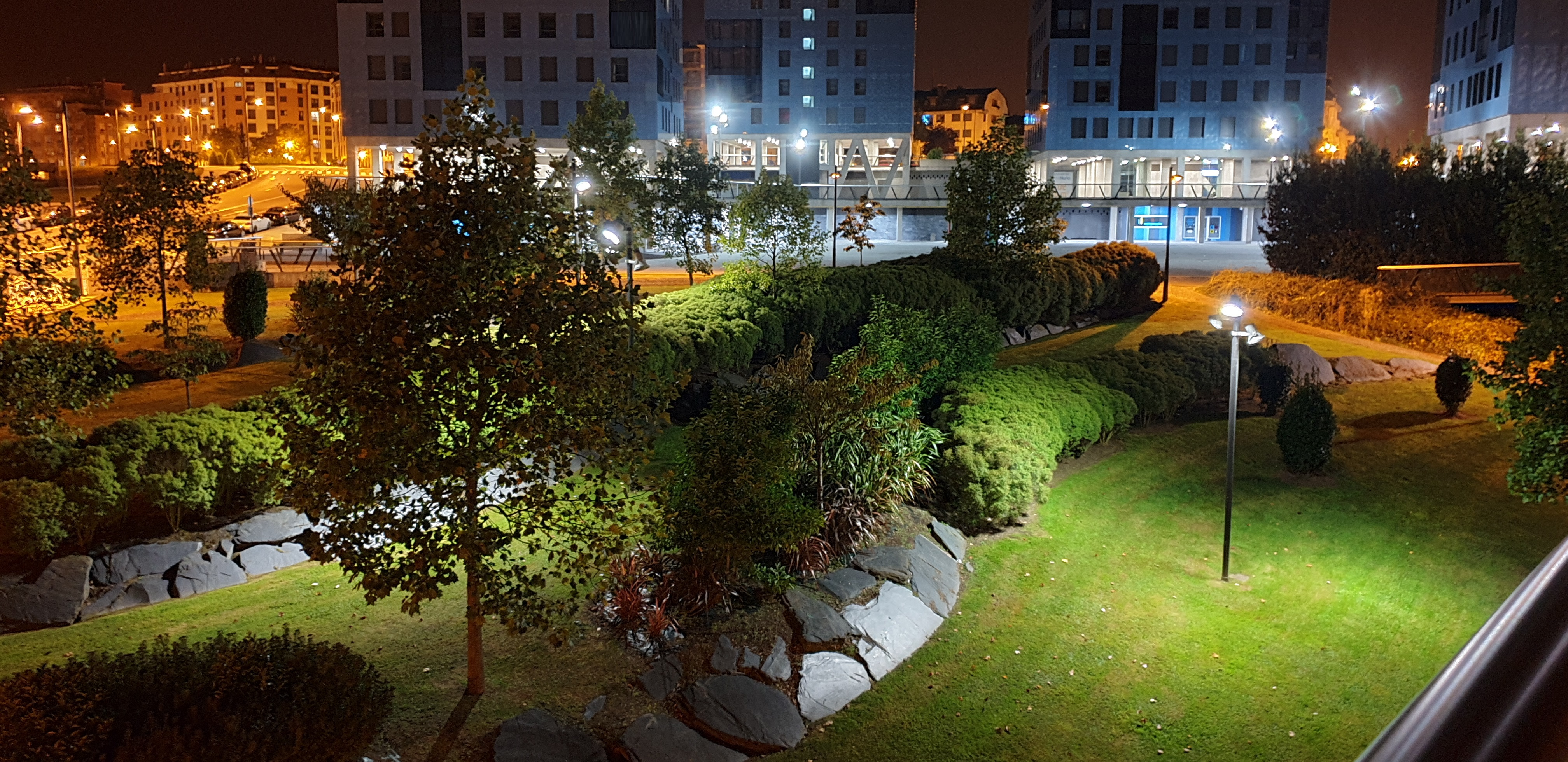
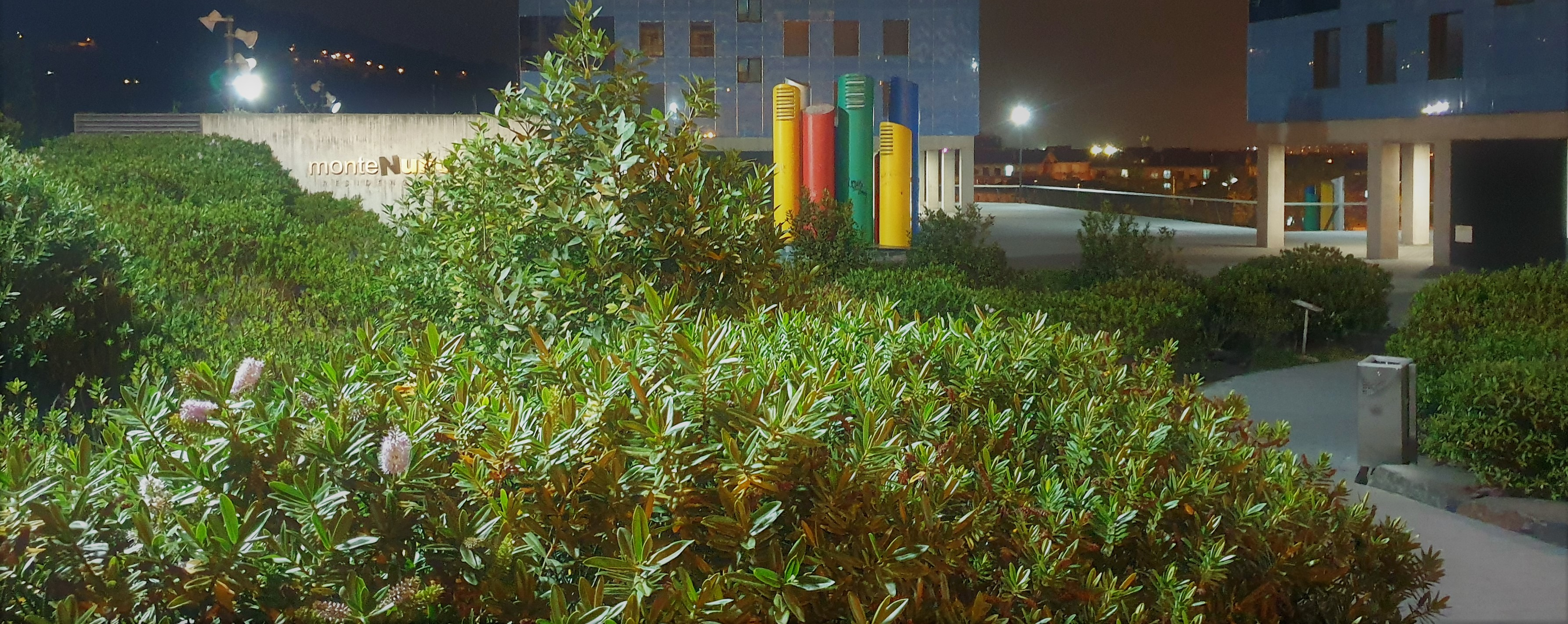

#### Mirador
Como prolongación de la plaza se construyó en acero y hormigón un gran mirador con forma de proa o espigón. Este define en su parte inferior los accesos desde el parque para acceder a los edificios o atravesar la urbanización, tratándose de un elemento estético pero también funcional.

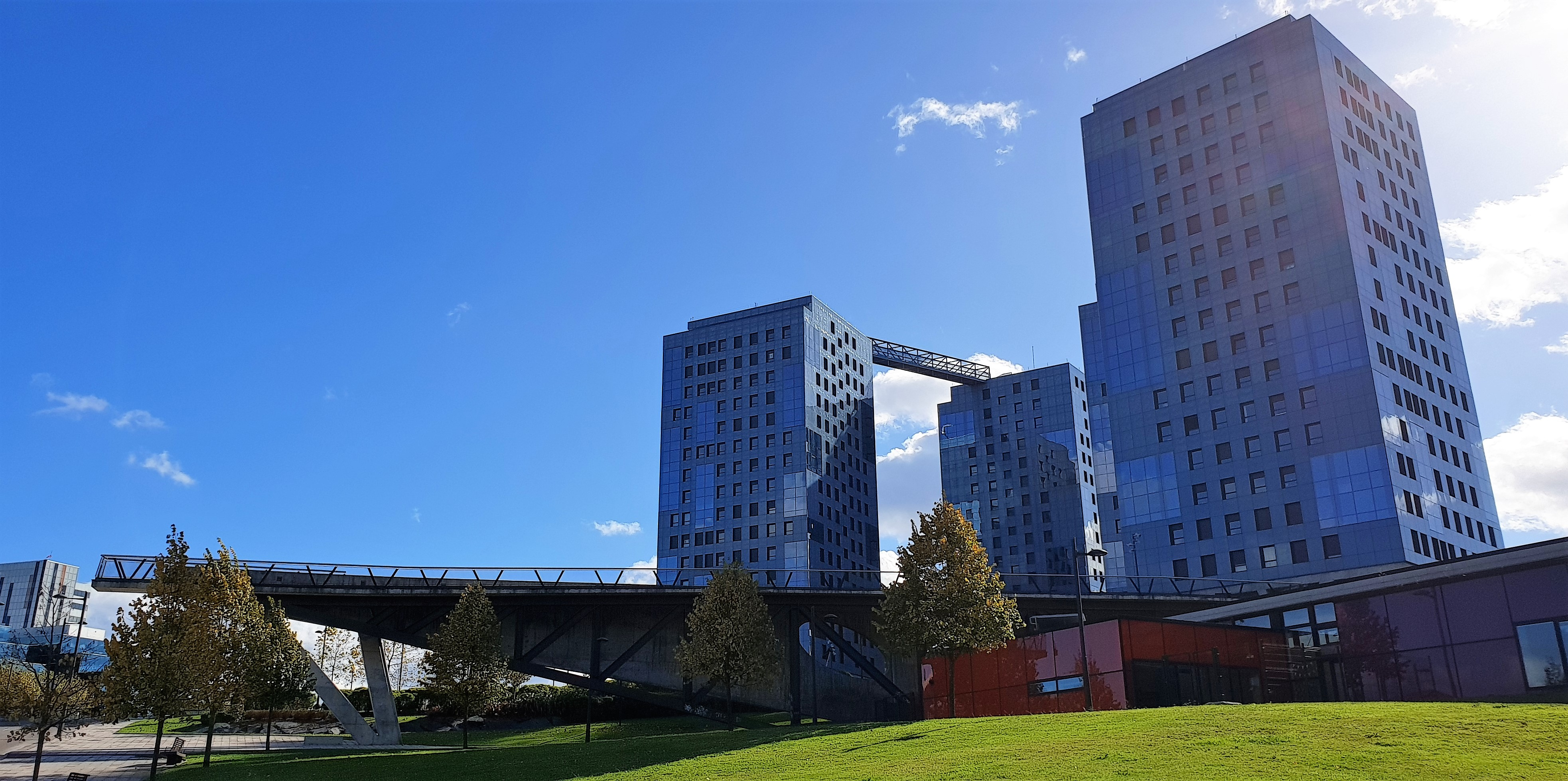
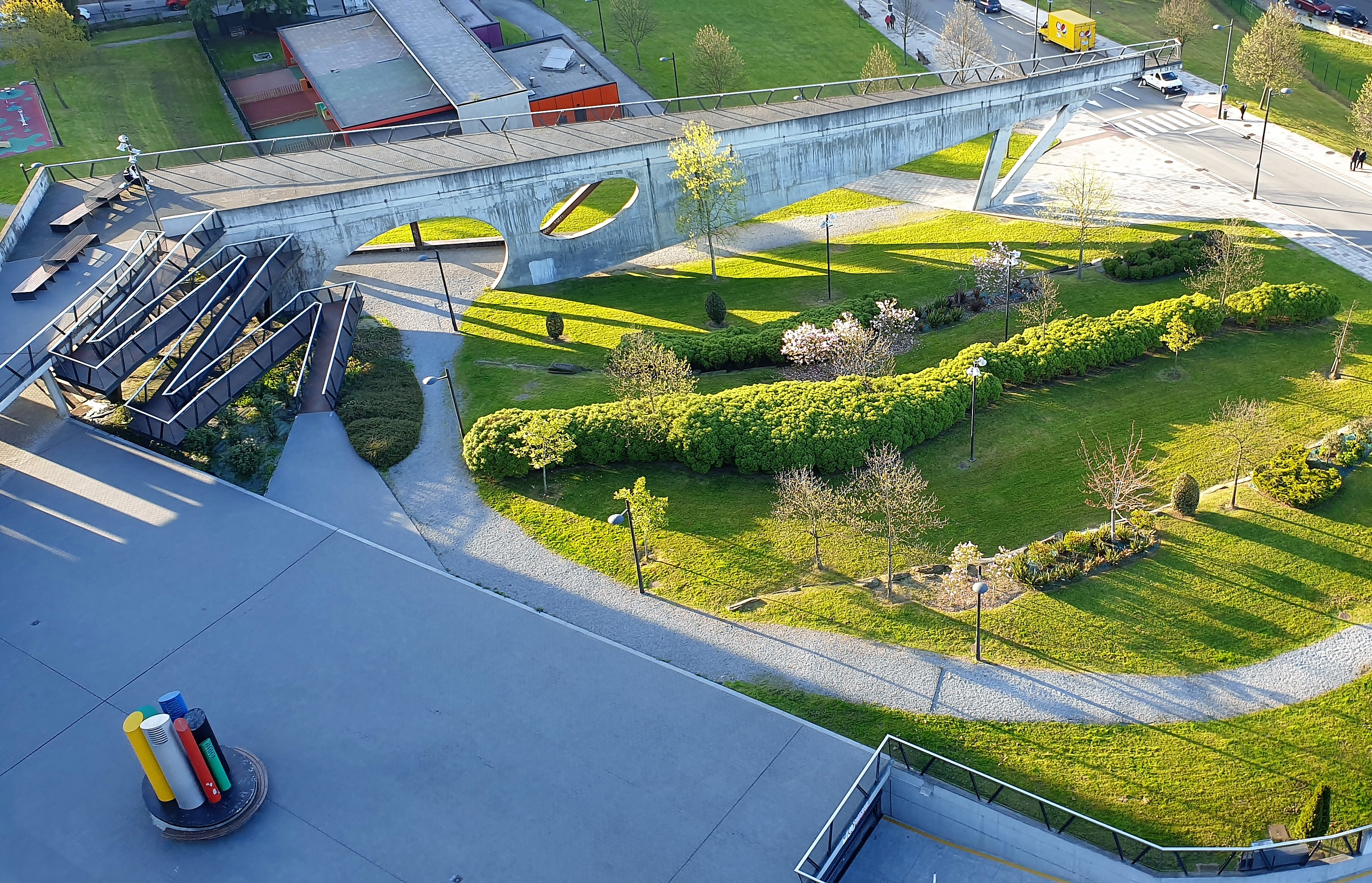
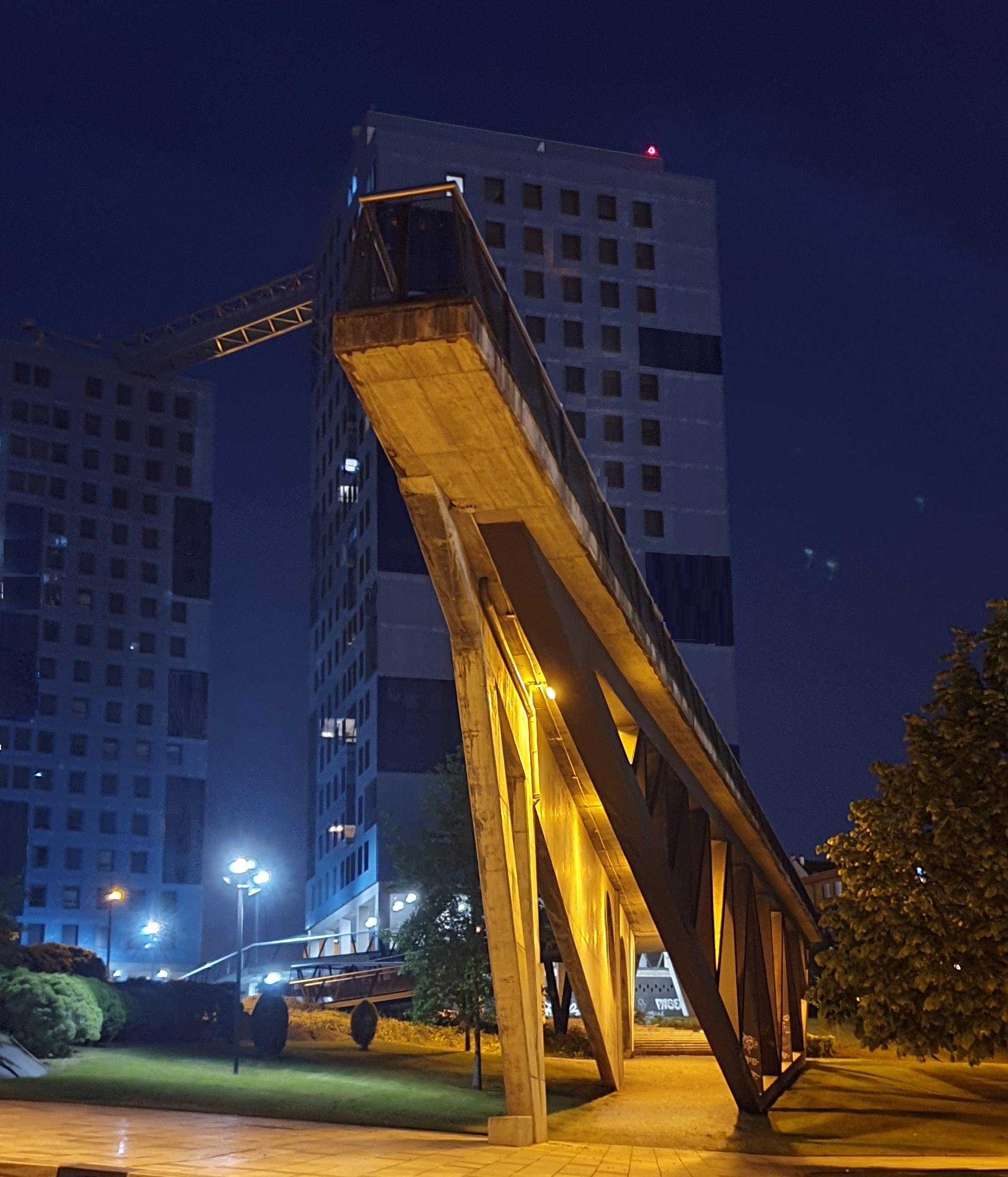
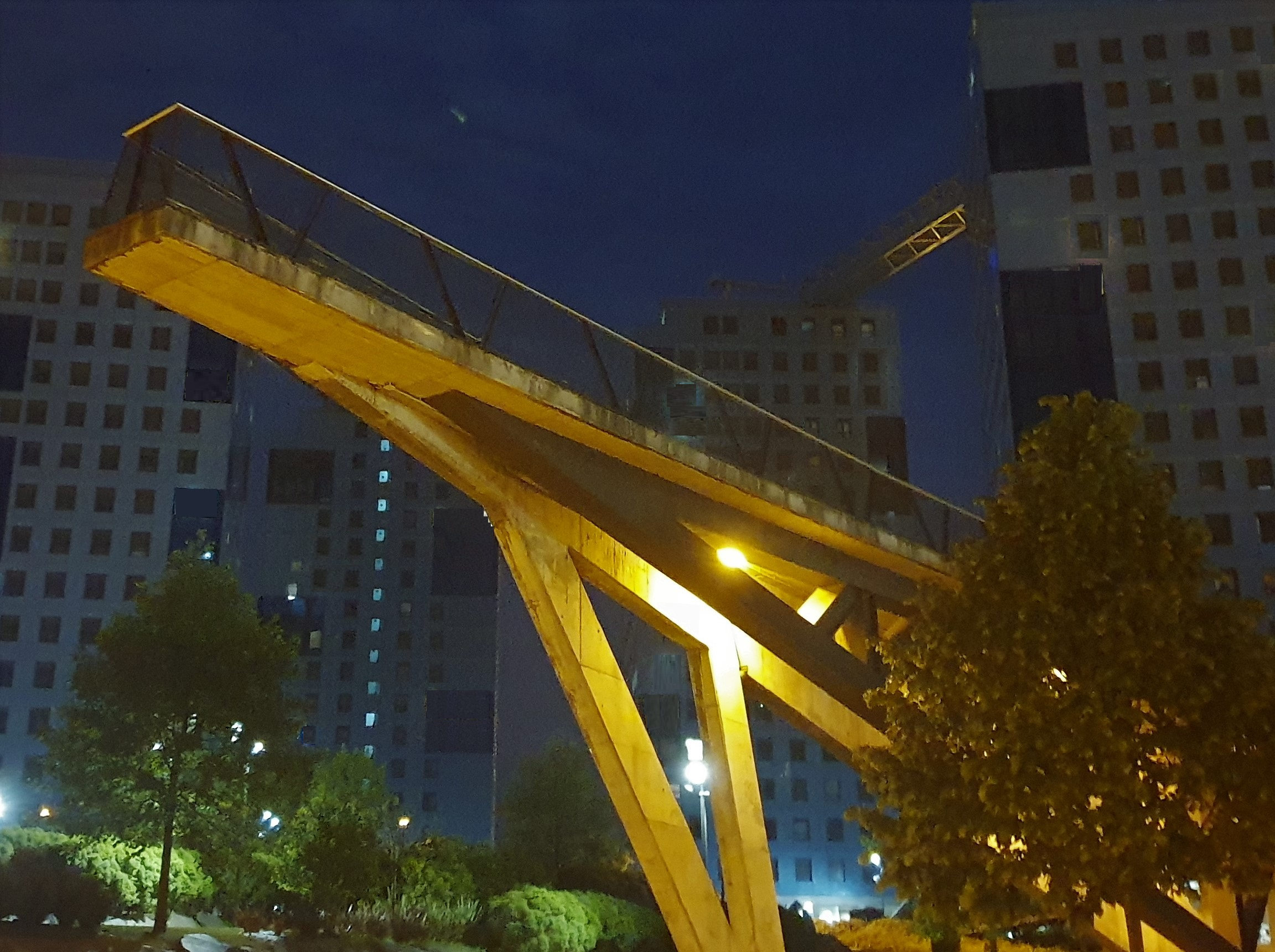
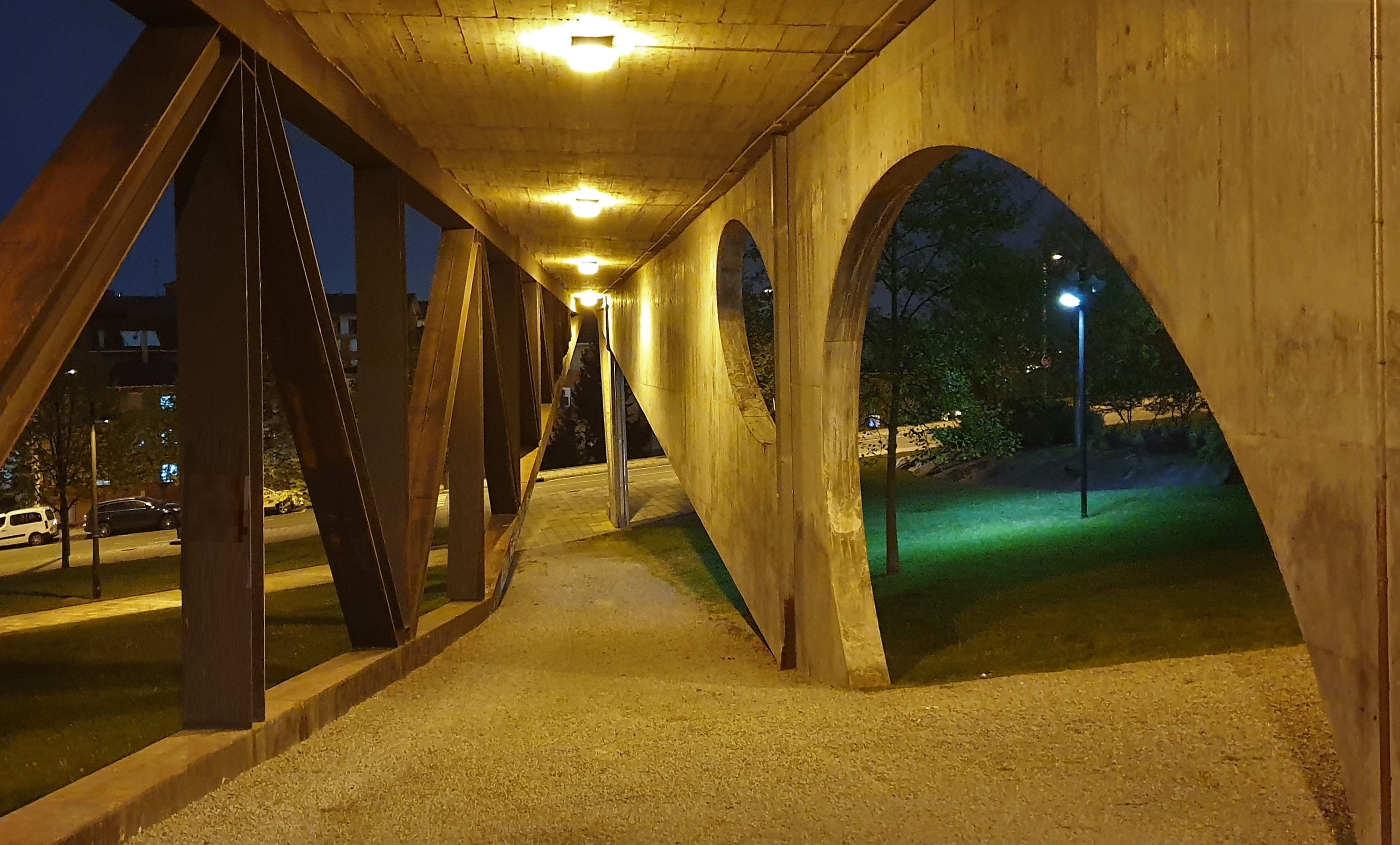
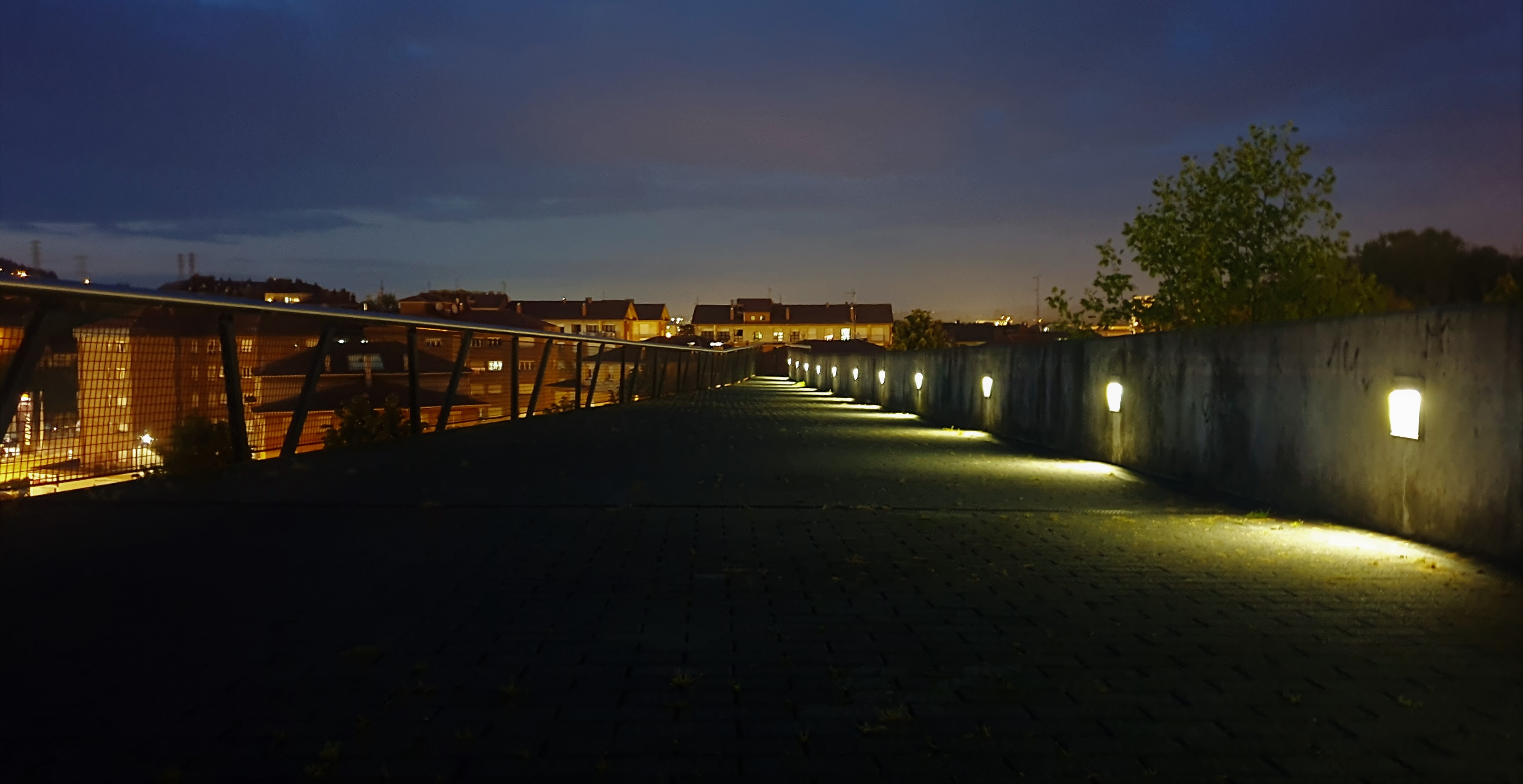
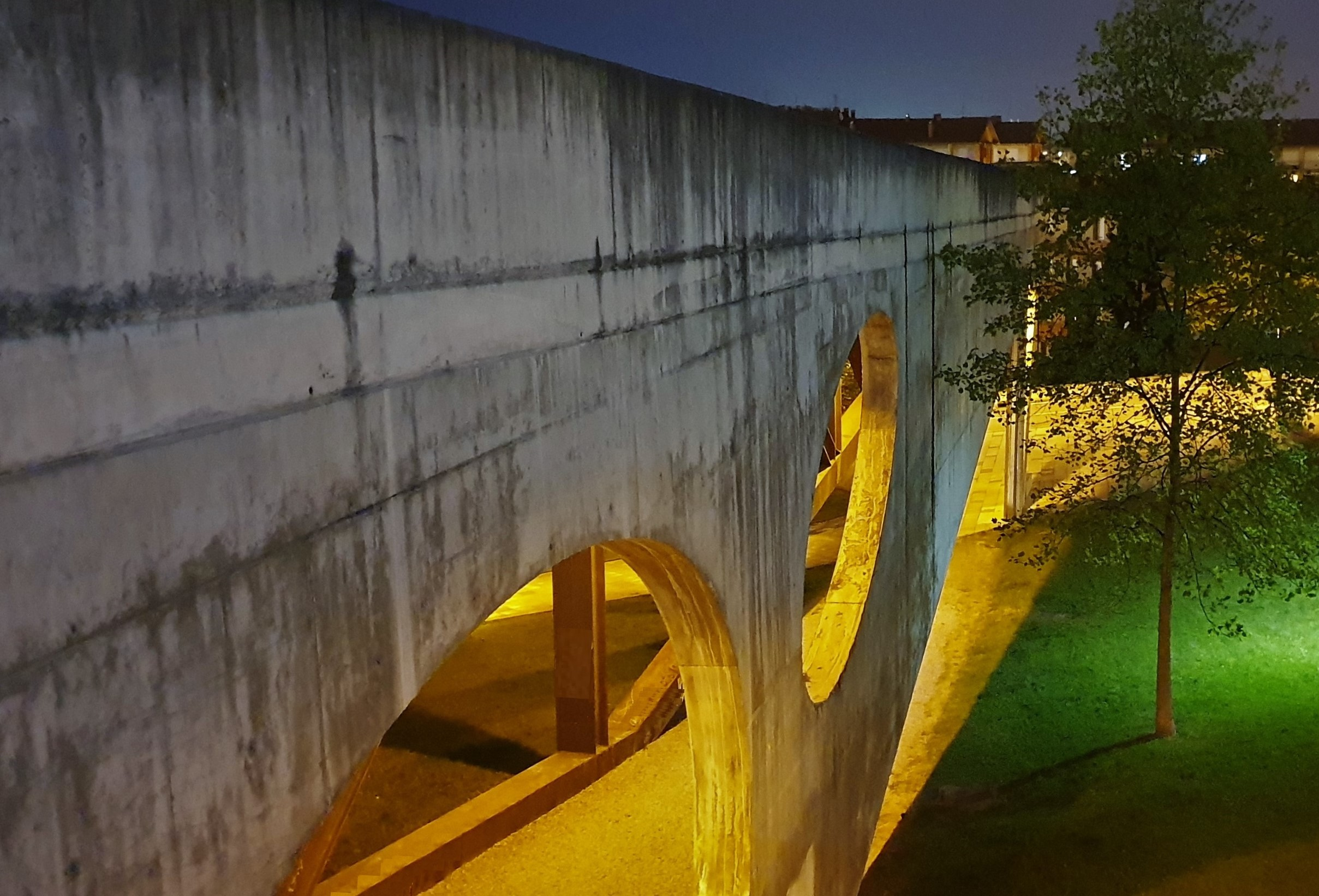

#### Rampa y escalera
Para la conexión de las diferentes plazas se proyecto un rampa en zigzag de acero corten y una escalera volada de hormigón.

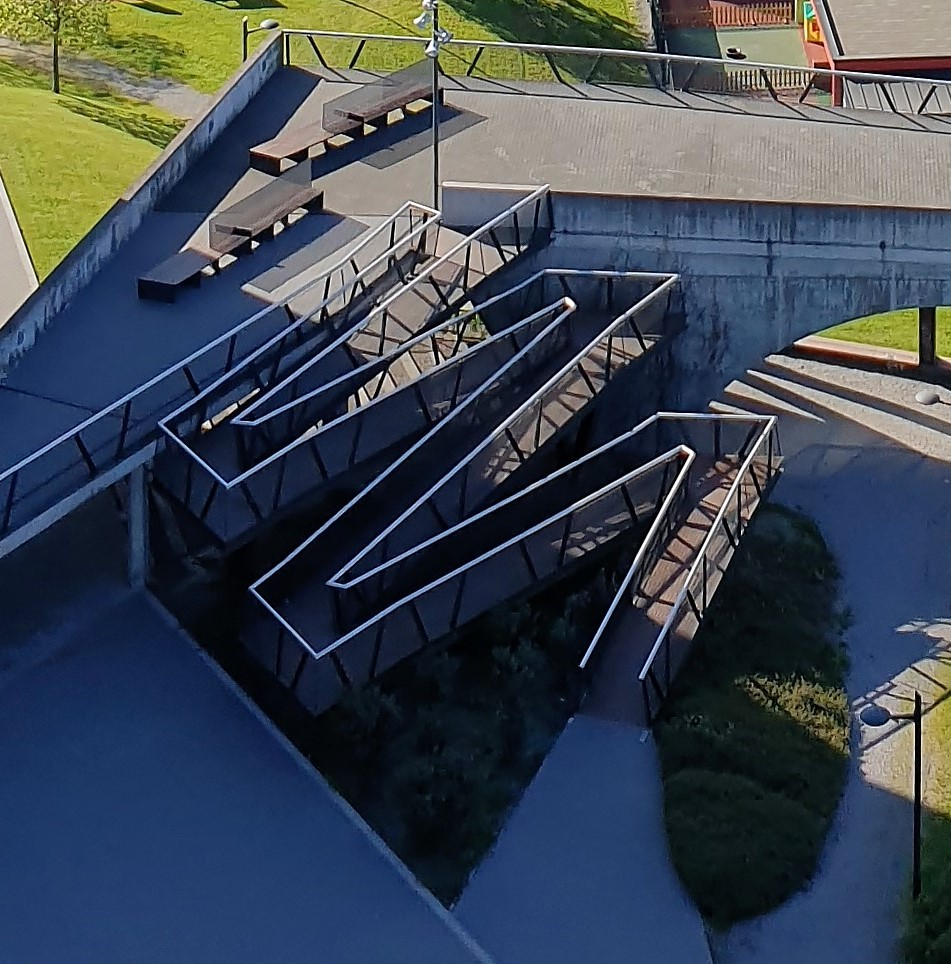
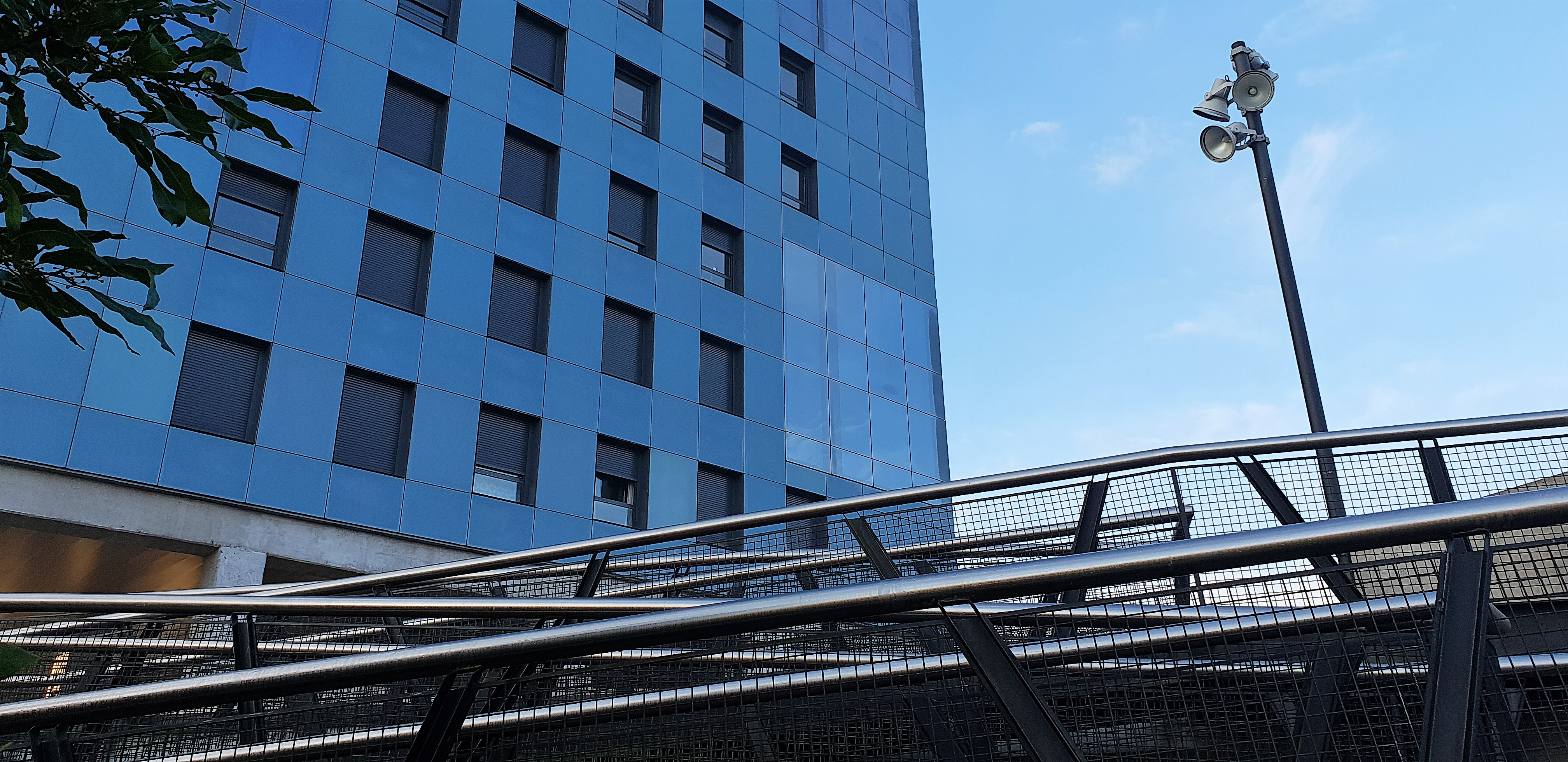
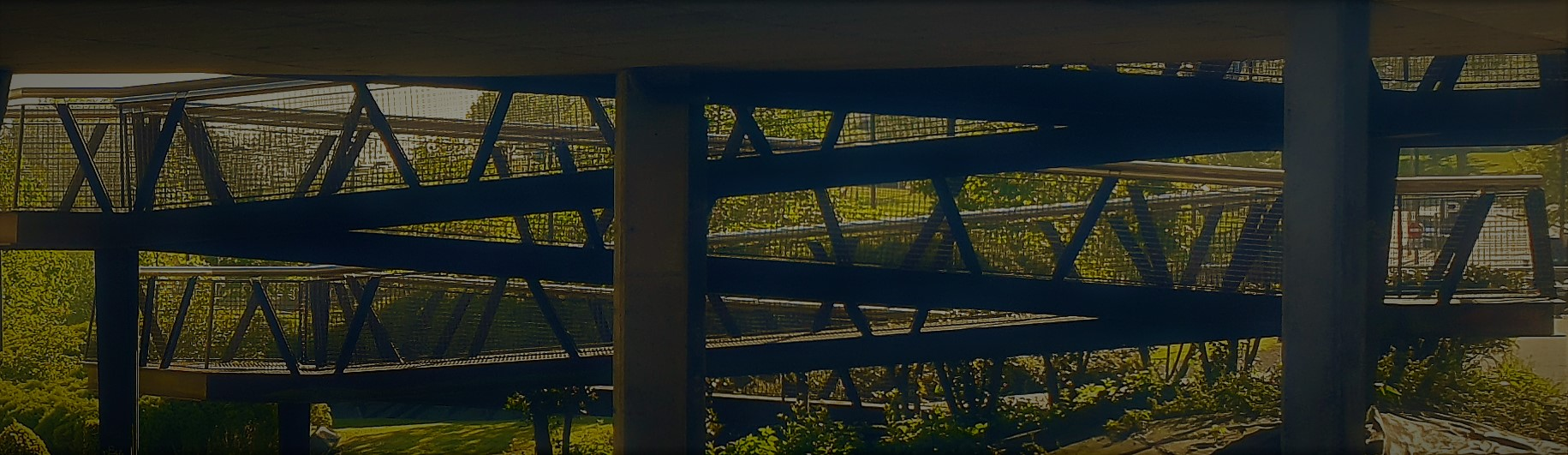
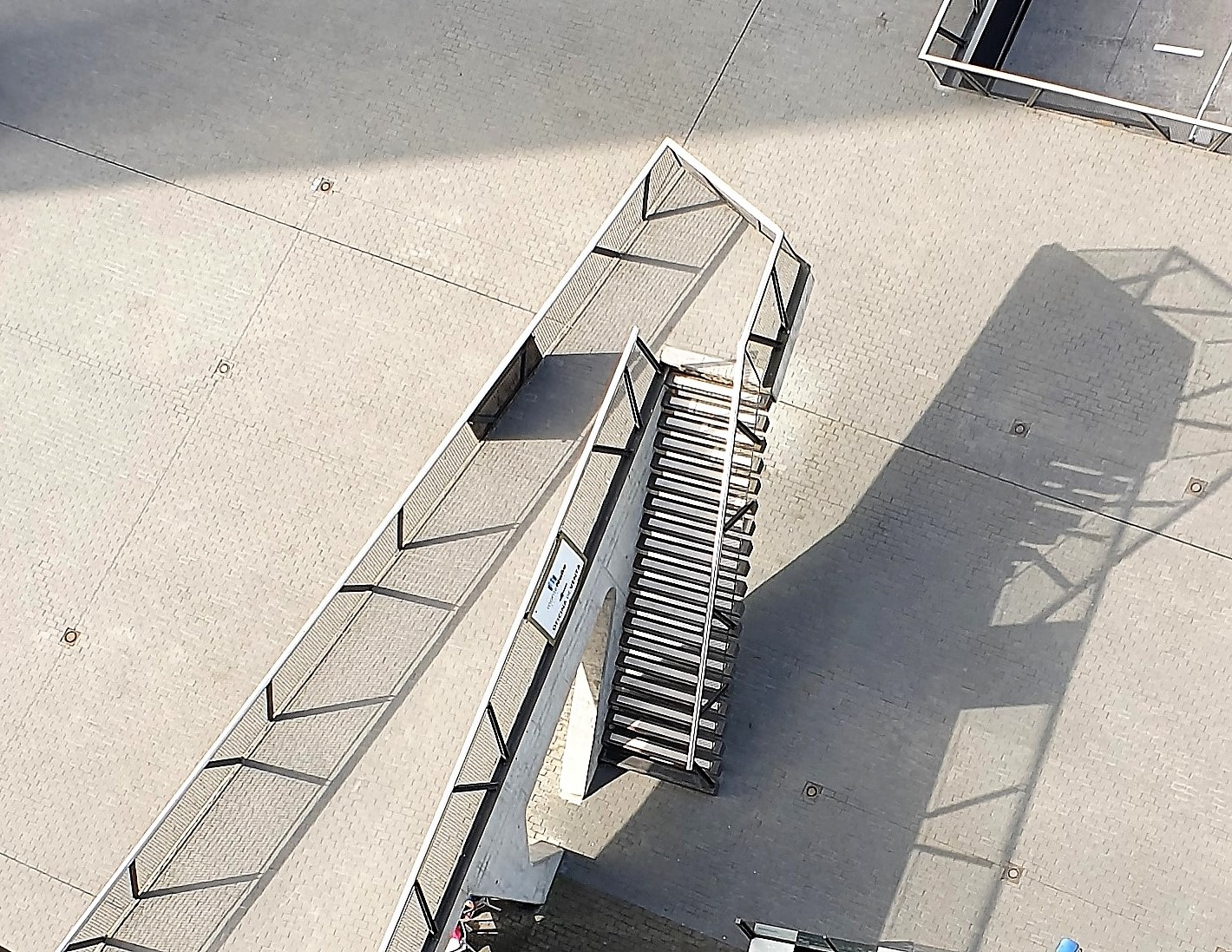
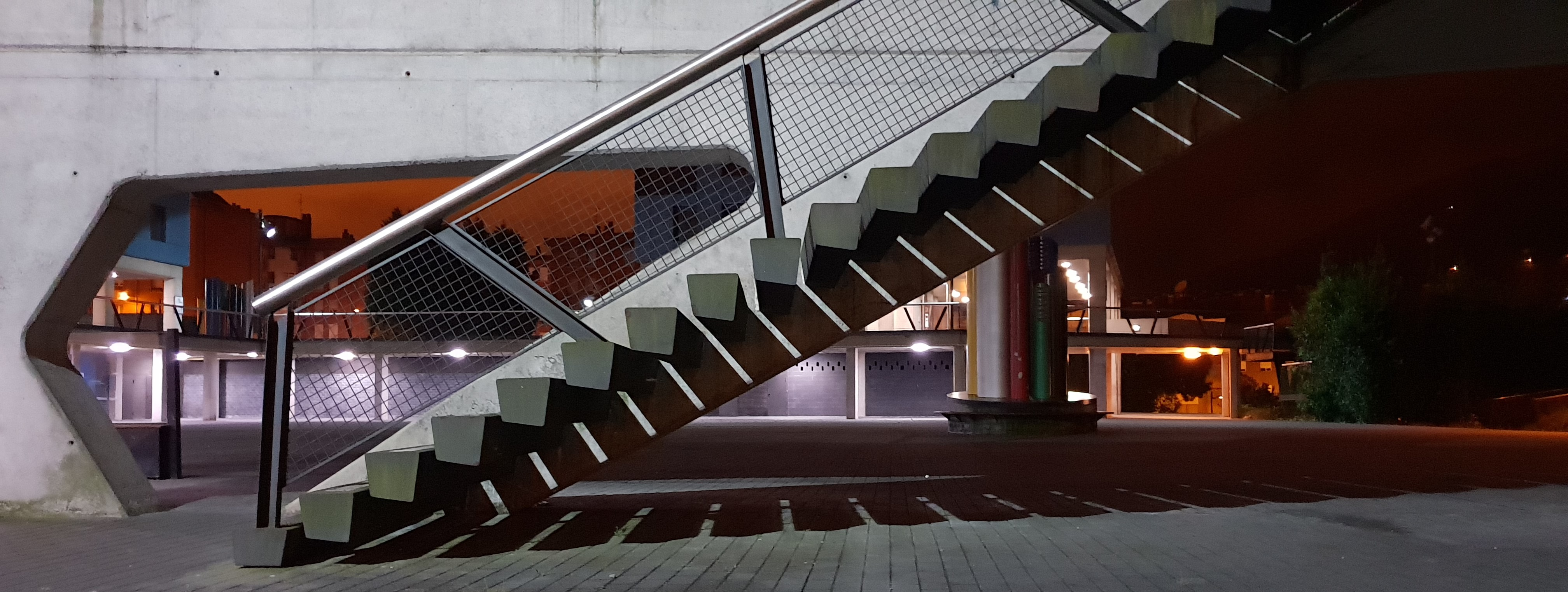
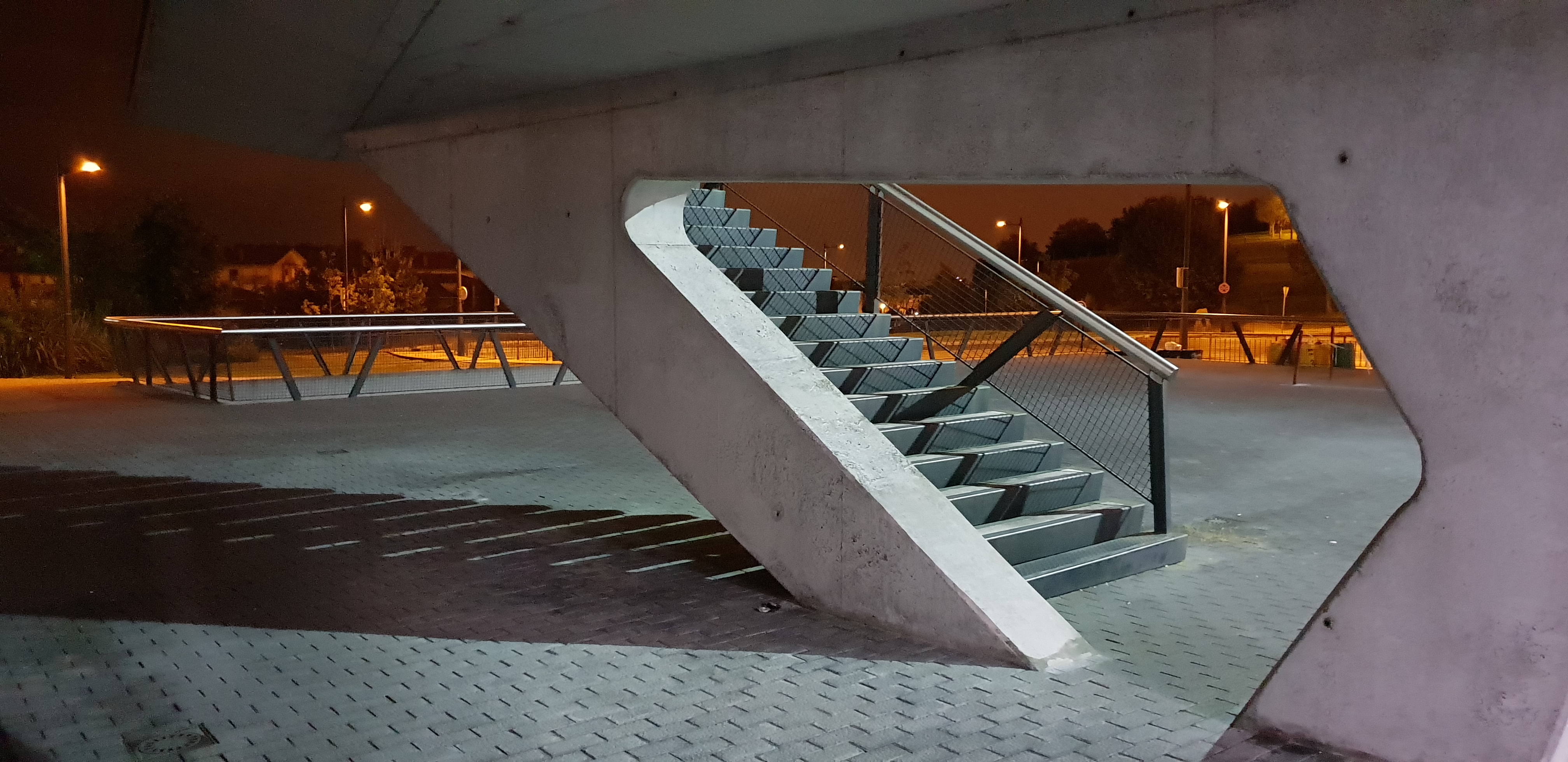
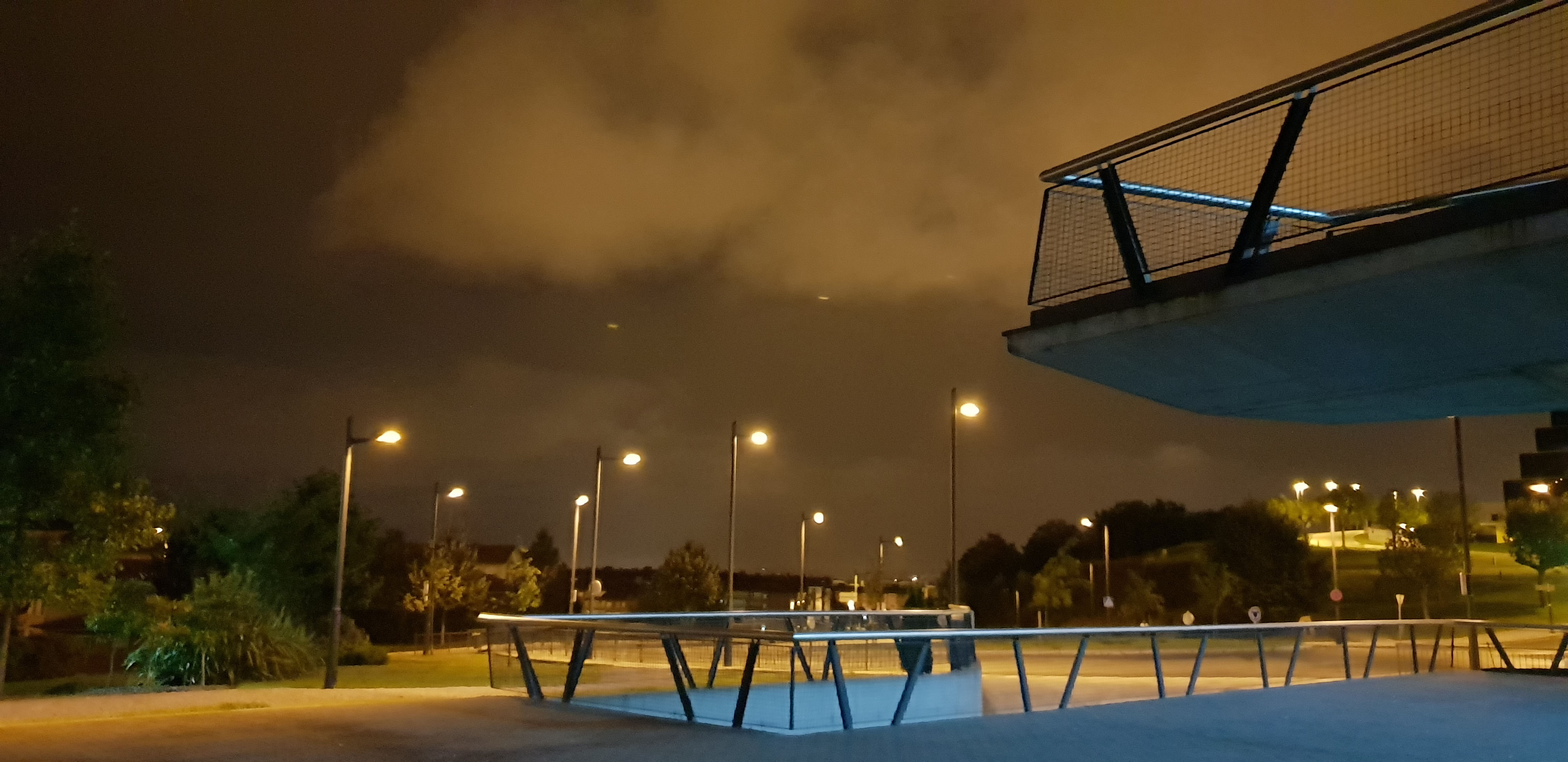

#### Otros elementos
La urbanización exterior se completó con bancos realizados con listones de madera que recorren parte de las superficies simulando el movimiento ondulante de las olas. Para resolver las salidas de los respiraderos que renuevan el aire de los garajes y trasteros se crearon tres conjuntos de tubos de colores llamativos.

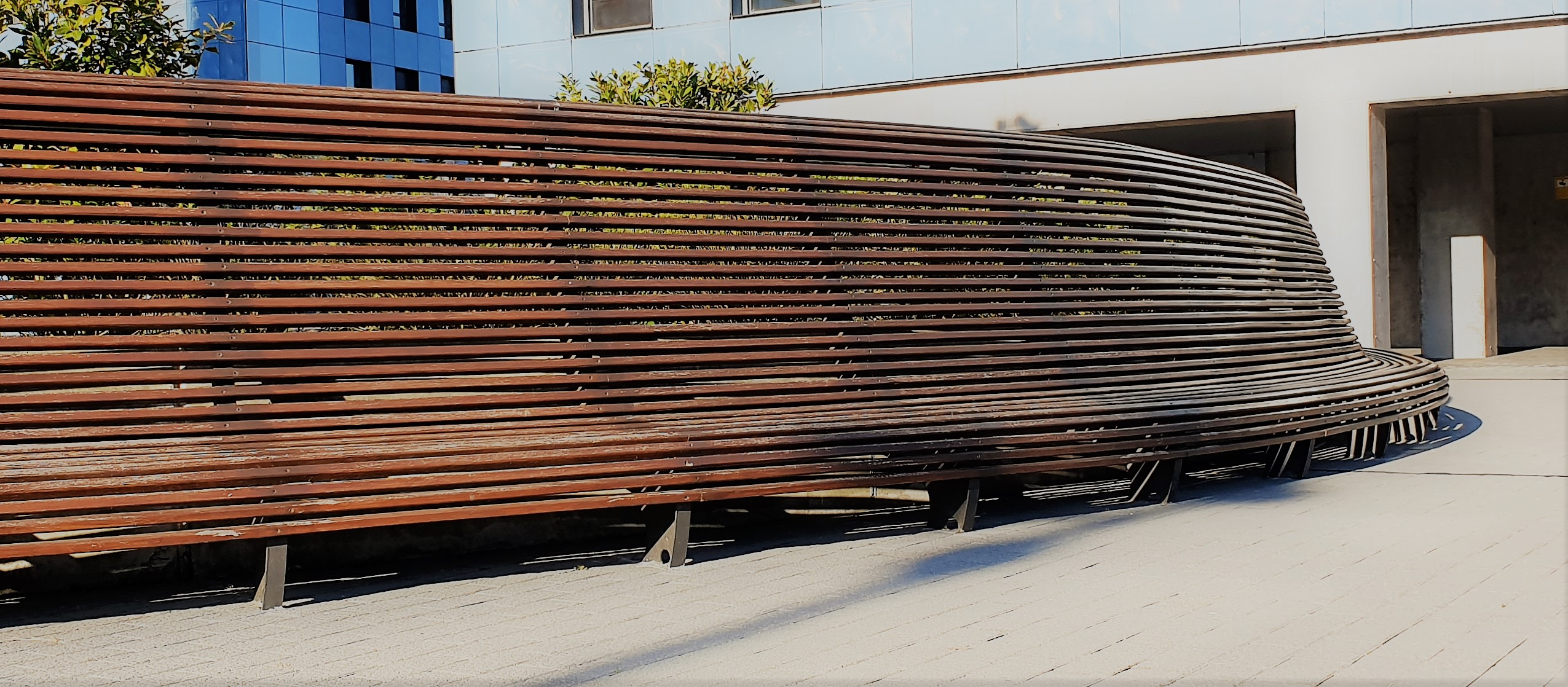
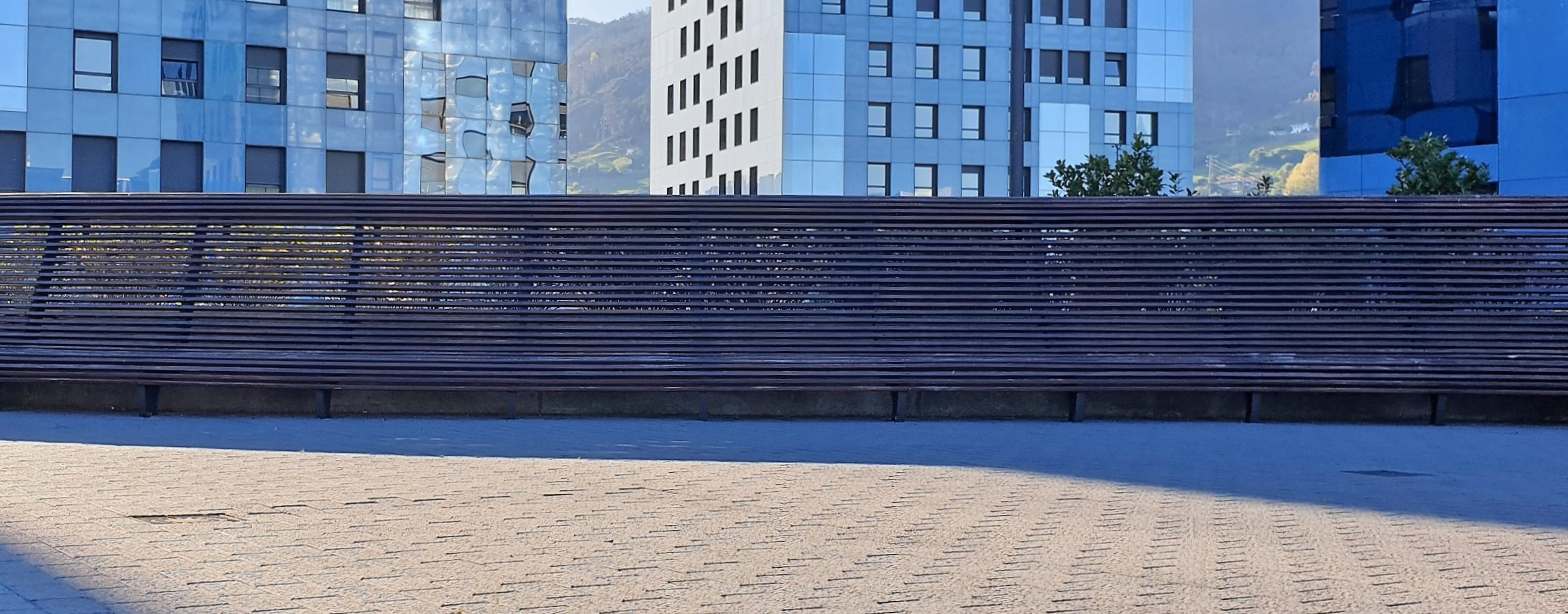
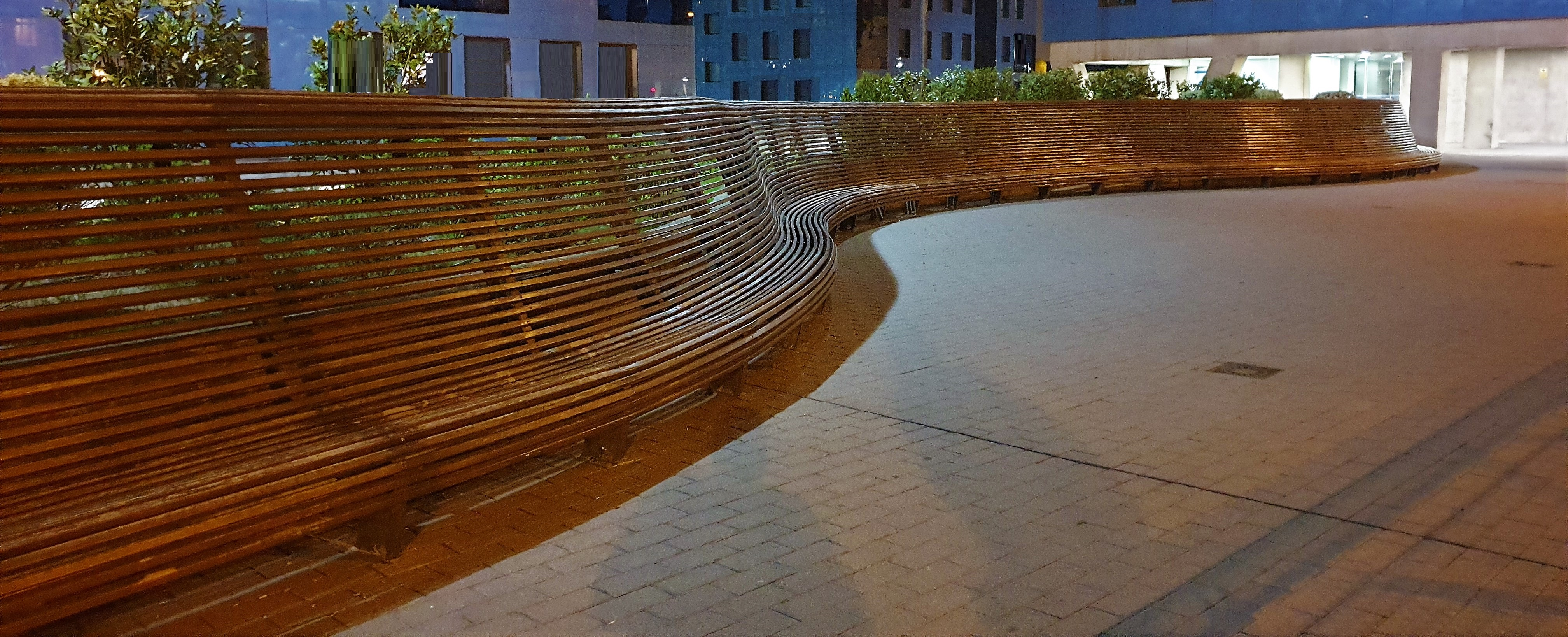
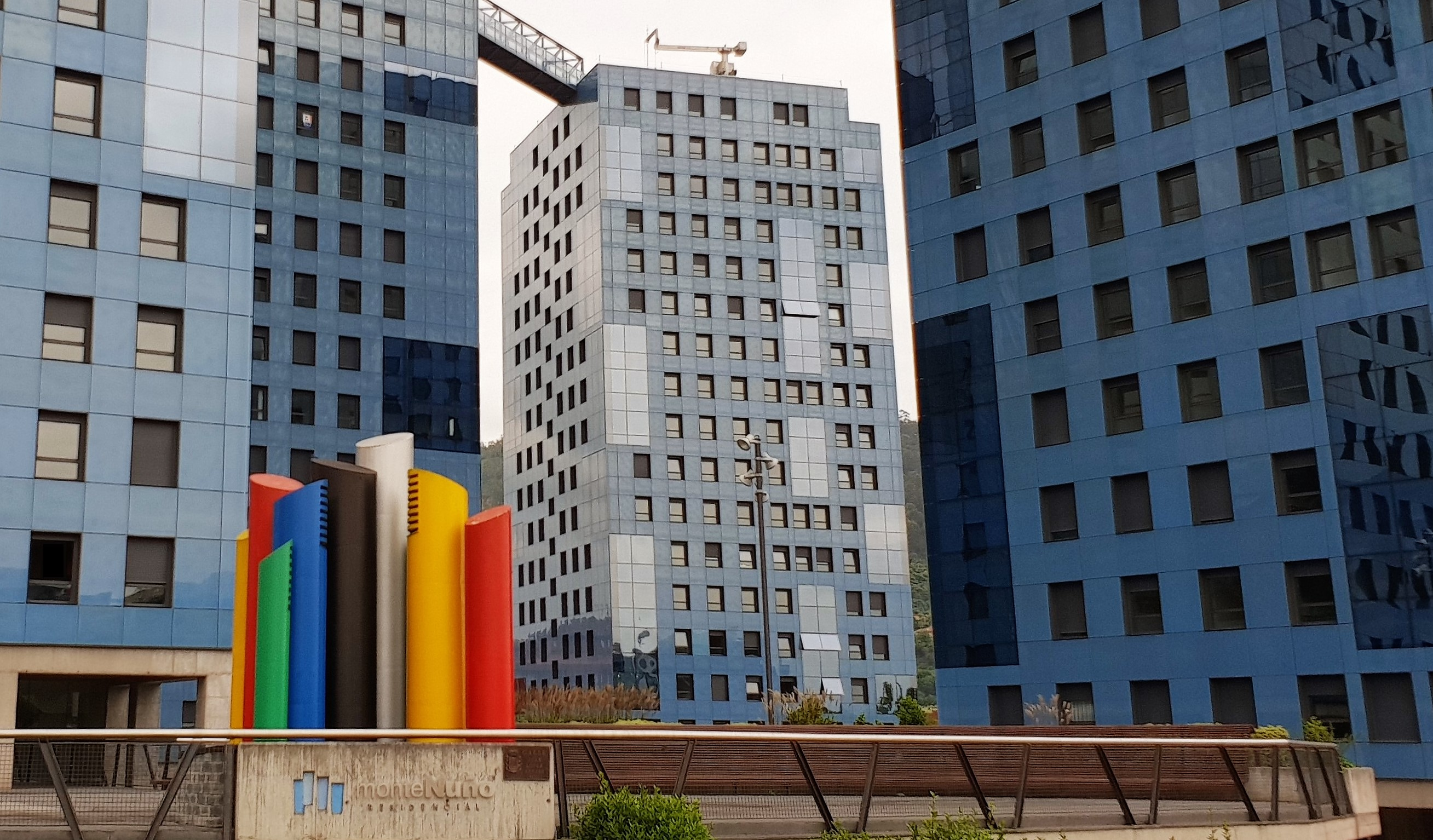
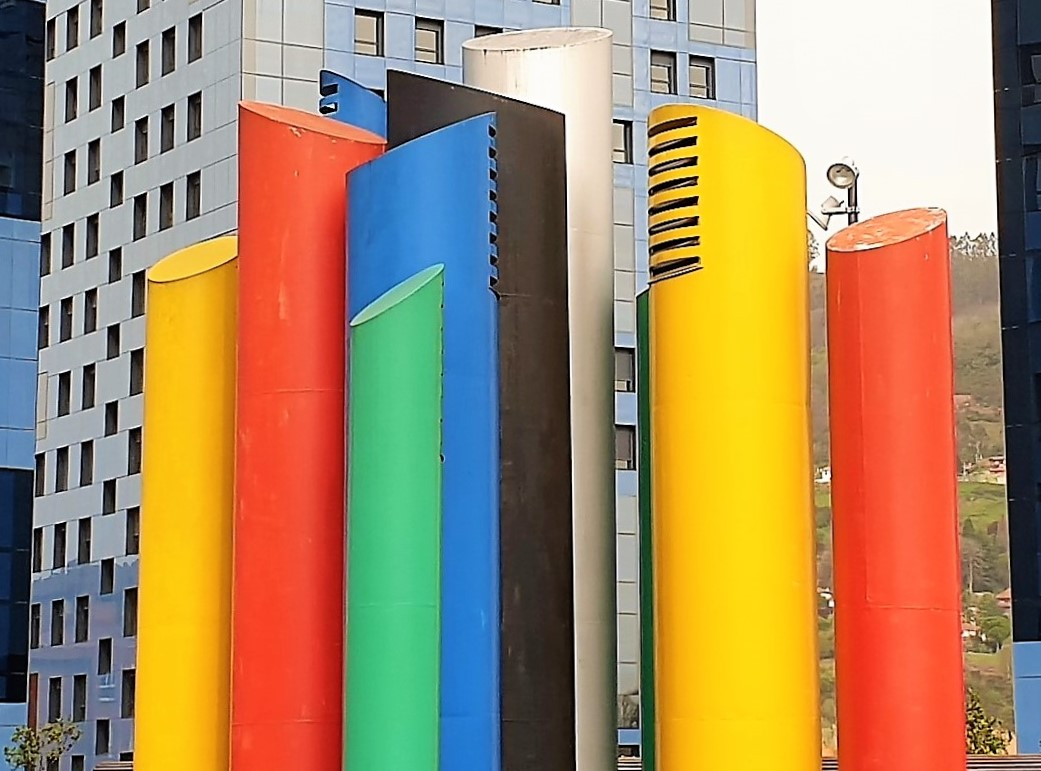
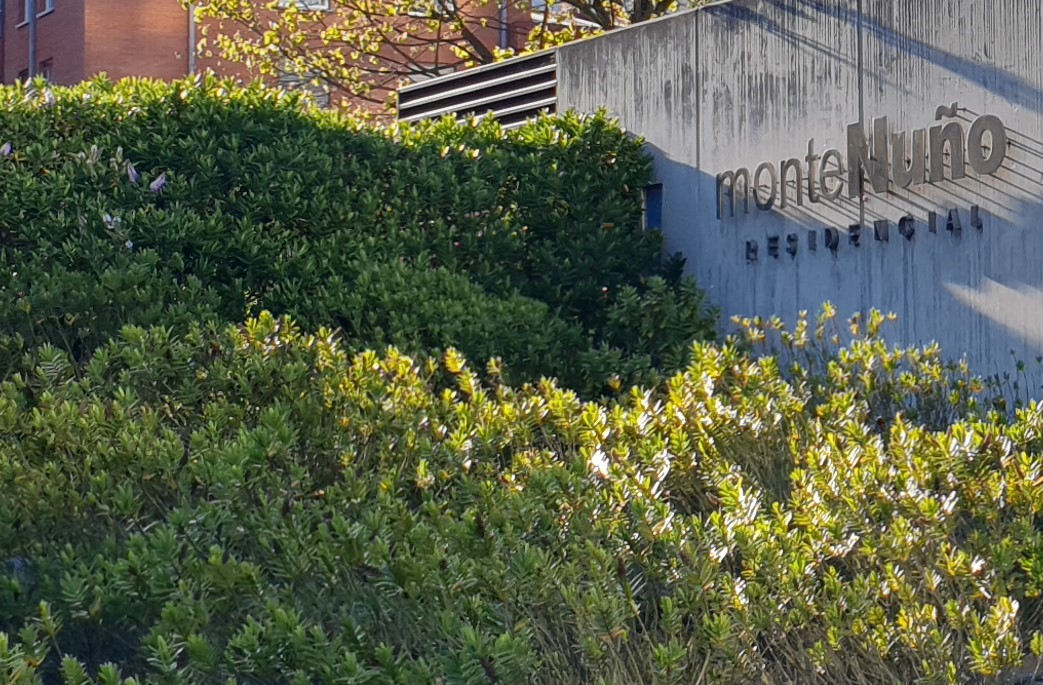
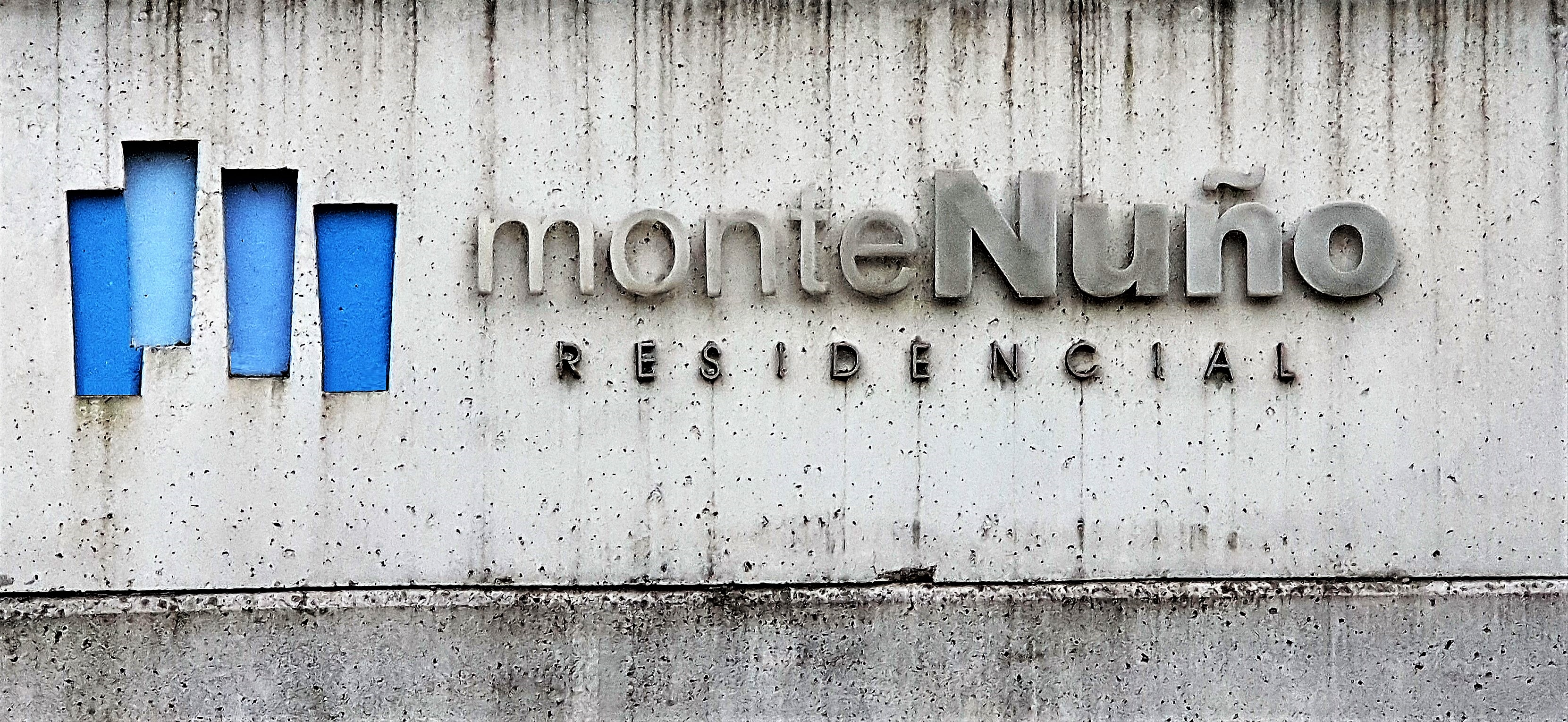

## Curiosidades

### Salto base
El 5 de marzo de 2021 dos paracaidistas realizaron un salto base desde uno de los edificios, lanzándose en parapente desde la azotea de una de las torres de Montenuño, aterrizando en la plaza abierta ubicada entre los cuatro inmuebles. Tres personas fueron detenidas por los daños ocasionados en al edificio y por tratarse de una zona incluida en el área de seguridad del Helipuerto del HUCA (LEHU) en el que existe la prohibición de vuelo sin autorización o coordinación con el aeródromo.